# 楊千嬅
楊千嬅（英語：Miriam Yeung Chin-wah，1974年2月3日—），原名楊澤嬅，香港女歌手、女演員，具註冊護士資格，為香港唯一一位集「歌后」、「影后」及「視」於一身的天后，囊括《叱咤樂壇流行榜頒獎典禮》「女歌手金獎」、《十大勁歌金曲頒獎典禮》「最受歡迎女歌星」、《香港電影金像獎》「最佳女主角」、《香港電影評論學會大獎》「最佳女演員」、《南方盛典頒獎典禮》「最佳女主角」最高殊榮個人獎項，成為香港首位歌影視大滿貫的藝人，以及獲「香港杜莎夫人蠟像館」及「香港星光大道」邀請製作其蠟像及打手印，以表揚其對演藝界的巨大貢獻。2000年起主唱《少女的祈禱》、《小城大事》年度金曲，也監製《電光幻影》年度最佳唱片及推出《三二一GO!Live》年度最高銷量唱片，也舉行《三二一GO！》年度紅館跨年演唱會，以及領銜主演《五個小孩的校長》和《春嬌救志明》香港年度票房冠軍電影，榮登史上香港女性電影票房總冠軍的第一主角女演員。

## 成長經歷
1974年，楊千嬅出生在香港贊育醫院，籍貫位於廣東澄海，父親為教師，母親任職銀行，有一妹及一弟。
楊千嬅1986年畢業於嘉諾撒聖家學校，1991年畢業於嘉諾撒聖家書院（中五），再在慕光英文書院升讀預科，之後入讀瑪嘉烈醫院護士學校。畢業後曾在葵涌瑪嘉烈醫院任職護士。
唱作男歌手陳百強為楊千嬅的偶像，也因為他才愛上紫色，楊千嬅之後亦曾參加一些懷念陳的活動，例如2013年8月31日《拉闊思念會 — 永恆的愛陳百強》演唱會翻唱陳百強歌曲《等》、2017年翻唱陳百強歌曲《當我想起你》等、2018年翻唱陳百強歌曲《夢裡人》(收錄於《環球高歌陳百強》)等。2017年《當我想起你》翻唱版亦成為其領銜主演電影《春嬌救志明》插曲及收錄於《春嬌救志明電影原聲大碟》。

### 感情及婚姻
楊千嬅唯一公開承認的前男友為鄭中基。兩人1999年開始戀愛，當年鄭以一曲〈2月3日〉（楊千嬅出生日）奪得楊千嬅芳心；雖然兩人最終分手，兩人仍維持好友關係。
2007年起楊千嬅與香港前男子組合VRF成員、現任廣告公關公司董事丁子高交往。丁子高在《楊千嬅All About Love 2007演唱會》上現身支持。2009年8月11日兩人於拉斯維加斯和丁註冊結婚，2010年12月20日楊、丁於灣仔君悅酒店筵開48席慶祝新婚。同年12月24日 再於香港仔南灣海景酒店舉行結婚派對，共邀請500多人出席。
2011年11月24至28日，楊千嬅於九龍灣國際展貿中心舉行一連5場《楊千嬅Minor Classics Live音樂會》時，由於演出期間大多穿以鬆身服飾及演唱會結束後向外宣佈將會放假停止大部份工作，屢次傳出懷孕，唯楊千嬅直到2012年元旦於微博正式公開自己已懷孕。同年6月，楊千嬅於港安醫院剖腹誕下7.6磅重的兒子。
2020年1月1日，楊千嬅於內地綜藝節目《妻子的浪漫旅行3》透露，於2012年38歲懷第一胎時被驗出有子宮肌瘤，約二十粒纖維瘤，這種瘤會隨著嬰兒一起長大，本應不適合懷孕。但為了當媽媽，楊千嬅和丈夫商量後，決定把嬰兒生下來。楊千嬅也因此嘗試做流產手術，但最終她還是選擇接受剖腹分娩手術把兒子生下來。剖腹生產當天，醫生發現楊千嬅整個子宮內部都是長大的肌瘤，甚至需要從肌瘤群中找出嬰兒的頭，將他夾出才能成功生產。兒子Torres出世後，楊千嬅發現兒子的鼻子周圍有瘀青，可能是在夾出來的過程中撞到鼻子。

### 意外經歷
2008年6月11日，楊千嬅乘坐七人車返回赤柱富豪海灣寓所途中，在黃麻角道遭塌下大樹壓中，與司機雙雙被困車內。意外後，七人車車頂被壓住，擋風玻璃爆裂。

## 個人生活
1996年10月29日，楊千嬅於新城市廣場噴水池的舞台上表演後，當眾踏空摔落水池。

## 演藝生涯

### 新秀出道時期：1995年至1997年
1995年，楊千嬅參加由香港無綫電視（TVB）及華星唱片合辦的第十四屆新秀歌唱大賽，憑自選歌曲《等得太久》（原唱：彭羚 OT：伍思凱《愛與愁》，三強清唱葉蒨文《秋來秋去》）獲得銅獎（該屆金獎得主為陳奕迅）後晉身樂壇；在正式出道前，已擁有個人歌曲《有你在愛我》（日本動畫《飛天少女豬事丁》香港版片尾曲）。
1996年，楊千嬅與唱片公司華星唱片簽約，正式出道；因貌似同為華星唱片新秀歌唱大賽出身的前輩鄭秀文，加上鄭秀文由華星唱片過檔華納唱片後，華星唱片便力捧楊千嬅做鄭秀文接班人，故楊千嬅初出道時有「翻版鄭秀文」之稱。。同期男新人有陳奕迅、鄭中基等；女新人則有梁詠琪、何超儀、范曉萱等。11月20日，楊千嬅推出首張個人粵語大碟《狼來了》，累計銷量達金唱片銷量。第二主打《狼來了》是她首支登上四台流行榜的歌曲，並順利打入各流行榜的十甲位置。楊千嬅於首兩張個人大碟均有收錄其親自作曲的作品。在當年的樂壇頒獎禮中，楊千嬅均取得多個新人獎項。
1997年，第二張粵語大碟《直覺》中，第二主打《再見二丁目》為楊千嬅打造少女形象，由林夕填詞，林夕曾說楊千嬅是他身上的一塊肉，他將寫得最好的詞全都給她，更為她度身訂造歌詞，《再見二丁目》使她首次奪得《勁歌金榜》的冠軍歌及《勁歌金曲第三季季選》的歌曲獎。首張個人粵語EP《私日記》於年尾推出，售得金唱片銷量。該年楊千嬅首次接拍電視劇。

### 拍劇入屋時期：1998年至1999年
1998年，因流行舊人帶新人，楊千嬅獲華星唱片總經理吳雨安排與同公司的同期新人歌手陳奕迅和前輩歌手梁漢文組成「華星三寶」，推出粵語合輯《大激想》；之後她又推出首張個人新曲加精選《楊千嬅體驗入學》，又首次以第一女主角的身份，主演無綫電視劇集《外父唔怕做》，並主唱主題曲《讓我飛》，成功入屋。該年楊千嬅首次接拍電影。年底，她繼續在多個頒獎禮獲獎。
1999年，楊千嬅推出粵語大碟《夏天的故事》。第二主打《夏天的故事》為楊千嬅「京都念慈庵」電視廣告歌曲，而第一主打《抬起我的頭來》亦在各大流行榜獲得不錯成績。此外，同年的日本動畫《Bom Bom彈珠人》香港版主題曲《彈珠人的愛心炸彈》亦為她帶來了《兒歌金曲頒獎典禮》的「十大兒歌金曲」和「至Net兒歌大獎」。年尾楊千嬅推出首張個人國語專輯《微笑》。由1994年至1999年，香港四大樂壇頒獎禮的常客為香港四大天王張學友、劉德華、黎明、郭富城，以及天后王菲、前輩鄭秀文。1999年，楊千嬅以年資最短（4年）的香港女歌手身份，憑《抬起我的頭來》首次於同一年度橫掃香港四台樂壇頒獎禮的歌曲獎，在《叱咤樂壇流行榜頒獎典禮》也奪得「叱咤樂壇女歌手銀獎」，晉身「一線女歌手」行列。

### 少女走紅時期：2000年至2001年
2000年，楊千嬅與華星唱片合作推出合約內最後的雙粵語EP《Play It Loud, Kiss Me Soft》，雙粵語EP概念為一張快歌粵語EP配搭一張慢歌粵語EP，最終共獲得雙白金唱片銷量。慢歌粵語EP《Kiss me Soft》內的《少女的祈禱》為當年富士魔術手FDI雷射沖印廣告歌，電視播放率甚高，是她首支《903 專業推介》、《中文歌曲龍虎榜》、《新城勁爆本地榜》、《勁歌金榜》四台冠軍歌曲，亦被視為她的首本名曲，靈感來自作曲家陳輝陽幻想在過紅綠燈時女生心中祈求不要轉成綠燈，便可待在身旁的男生多一會，後來將故事告訴填詞人林夕後，林夕就把故事轉到巴士上發生。同年，楊千嬅還成功踏上紅館舞台，舉行了首次個人紅館《My concert花樣千嬅演唱會2000》。是年楊千嬅收穫的獎項不少，首先於《兒歌金曲頒獎典禮》憑日本動畫《勁爆Bom Bom彈珠人》香港版主題曲《個個都有寶》奪得「最受歡迎兒歌女歌手」及「金曲金獎」；年底，《少女的祈禱》除了第兩度橫掃四台樂壇頒獎禮多個歌曲獎項外，更使她首次摘下《四台聯頒音樂大獎》「歌曲大獎」和《十大勁歌金曲頒獎典禮》「金曲金獎」兩大最高榮譽金曲獎項；加上《叱咤樂壇流行榜頒獎典禮》「專業推介 叱吒十大」、《十大中文金曲頒獎音樂會》「十大中文金曲」及《新城勁爆頒獎禮》「勁爆歌曲」，令楊千嬅刷新了一項新紀錄，成為史上最年輕（26歲）的女歌手，於同一年度獲得香港五大電子傳媒樂壇頒獎禮的歌曲獎項。2000年度的《叱咤樂壇流行榜頒獎典禮》上，楊千嬅憑《少女的祈禱》這首熱爆歌曲，擊敗天后王菲、鄭秀文及陳慧琳，首次奪得「叱咤樂壇女歌手金獎」最高榮譽歌星獎項，她哭成淚人地說出：「我甚麼都沒有，只是心口有個『勇』字」，晉身「天后」行列。
2001年，由於華星唱片改組，楊千嬅轉投新藝寶唱片及金牌經理人公司，並推出同名粵語大碟《Miriam》，主打歌曲《姊妹》為楊千嬅首支《903 專業推介》兩周冠獨唱歌曲。年尾，《姊妹》連同《野孩子》為楊千嬅第三度於同年奪取四台歌曲獎項。2001年楊千嬅更首次領銜主演電影《玉女添丁》。

### 天后巔峰時期：2002年「樂壇天后」
2002年，電影方面，楊千嬅領銜主演馬偉豪電影《新紮師妹》飾演女警「方麗娟」，與吳彥祖合演螢幕情侶，並主唱主題曲《男女關係科》及插曲《勇》，最終電影取得意大利烏甸尼《遠東電影節》「最受觀眾歡迎獎」，楊千嬅表示這是她在電影方面的首個獎項。
音樂方面，楊千嬅推出概念雙粵語EP《M VS M 上半場》和《M VS M 下半場》，以及粵語大碟《Miriam's Music Box》。雙粵語EP中《楊千嬅》一曲，由林夕填詞，據他本人所說，這是送給楊千嬅的生日禮物，是樂壇罕見以歌手名字為名的歌曲，並製作成慢歌粵語EP《M VS M 上半場》所收錄的《楊千嬅》（再生Remix）及快歌粵語EP《M VS M 下半場》所收錄的《楊千嬅》（更生Remix），更以分兩部唱盤二機同步播放可聽出《楊千嬅》（變身Remix）的策略來吸引歌迷，即是要集齊雙粵語EP才能夠聽到完整的《楊千嬅》（變身Remix）及額外獲得一張《M VS M 總決賽》粵語EP，最終《M VS M 上半場》及《M VS M 下半場》兩張粵語EP共獲得八白金唱片銷量，口碑及銷量甚佳。年中舉行7場紅館《楊千嬅萬紫千紅演唱會》，氣勢如虹，並首次以四面台演出。2002年楊千嬅三首主打歌曲《楊千嬅》、《閃靈》、以及四台冠軍歌曲《笑中有淚》均奪歌曲大獎，為楊千嬅最多歌曲同年獲獎的一年。楊千嬅本人曝光率及其歌曲傳唱度甚高，最終大熱姿態重奪《叱咤樂壇流行榜頒獎典禮》「叱咤樂壇女歌手金獎」及首奪唯一全民選成份的「叱咤樂壇我最喜愛的女歌手」。楊千嬅更擊敗陳慧琳，首次奪得《十大勁歌金曲頒獎典禮》「最受歡迎女歌星」最高榮譽歌星獎項 (由樂壇巨星譚詠麟頒發)，她哭成淚人地說出：「受歡迎是要累積，不會今天突然間受歡迎。我要多謝我父母，因為媽媽覺得做一個女歌手最大的成就感是開演唱會以及拿最受歡迎女歌星這個獎項」，首度大滿貫橫掃香港四大電子傳媒樂壇頒獎禮的最高榮譽歌星獎項，為2002年眾女歌手之最，奠定「樂壇天后」地位。

### 票房巔峰時期：2003年「票房天后」
2003年，上年年尾派台、收錄於粵語大碟《Miriam's Music Box》、以楊千嬅的星座命名的歌曲《可惜我是水瓶座》唱至街知巷聞，為填詞人黃偉文為楊千嬅度身訂造的作品，入面的一句「拿來長島冰茶換我半晚安睡」，是來自有晚千嬅收工後獨自去酒吧，一共點了8杯Long Island Iced Tea，黃偉文就一直靜靜地陪著她，直到扶她上的士。黃偉文將這段經歷和千嬅的星座合拼寫成這首歌。楊千嬅約滿前專注國語大碟及電影發展，領銜主演的賀歲電影《行運超人》及暑期檔電影《新紮師妹2美麗任務》均分別超過2000萬香港票房，成績驕人，更首次與國際影帝梁朝偉及前度男友鄭中基合作，令楊千嬅擊敗鄭秀文，以7000萬香港累積票房成為2003年「全年香港最高票房電影女演員」，奠定「票房天后」地位，年底經理人黃柏高離開新藝寶唱片及其聯營公司正東唱片，自立門戶成立金牌娛樂，楊千嬅亦跟隨加入，也簽約唱片公司香港維京。

### 金曲巔峰時期：2004年
2004年，楊千嬅於年頭舉行5場紅館《楊千嬅演唱會開年大典VOL 3》，該演唱會造型為「楊門女將」打扮，楊千嬅首次展開巡迴，先後在中國內地、美國、澳洲、馬來西亞及加拿大舉行巡迴演唱會。年中金牌娛樂老闆黃柏高找來作曲人雷頌德為楊千嬅度身訂造另一首代表作《小城大事》，除成為四台冠軍歌曲，歌曲亦在年底頒獎禮獲得不少獎項。歌曲其後獲張學友及黎明翻唱，成為最多歌手翻唱的楊千嬅金曲。而楊千嬅監製的粵語大碟《電光幻影》收錄三首冠軍主打包括百威廣告歌《處處吻》、電影《煎釀三寶》主題曲《煉金術》、《小城大事》，共奪得十次冠軍歌次數，除成為2000年代奪得最多冠軍歌次數的粵語專輯外，更打破男歌手十年壟斷局面，奪得《叱咤樂壇流行榜頒獎典禮》「叱咤樂壇至尊唱片大獎」及《四台聯頒音樂大獎》「大碟大獎」兩大最高榮譽專輯獎項，成為2004年成績最佳的年度粵語專輯。最終楊千嬅以大熱姿態第三度奪得《叱咤樂壇流行榜頒獎典禮》「叱咤樂壇女歌手金獎」，成為《叱咤樂壇流行榜頒獎典禮》大贏家。楊千嬅同年於最高榮譽歌星獎項、金曲獎項及專輯獎項均大有收穫，平了1990年前輩葉蒨文紀錄。

### 平穩發展時期：2005年至2008年「中國視后」

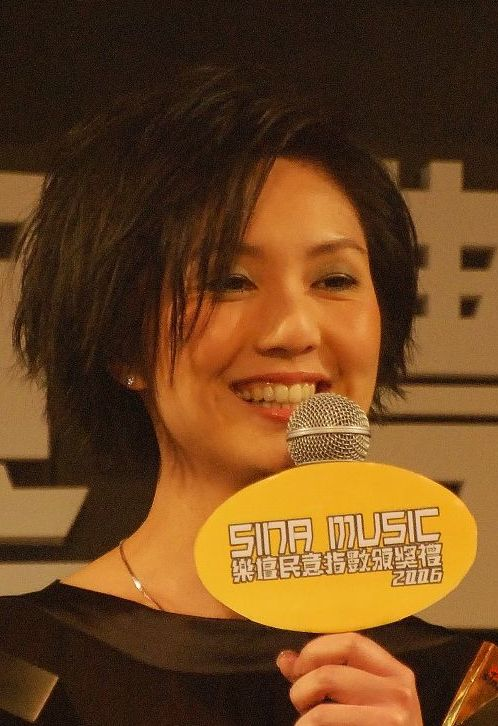
楊千嬅在SINA Music樂壇民意指數頒獎禮 2006

2005年是楊千嬅入行十週年，除獲頒「香港十大傑出青年」，更憑電影《千杯不醉》首度提名台灣金馬獎「最佳女主角」最後四強。她在4月推出了粵語大碟《Single》；第一主打《長信不如短訊》成為她該年首支四台冠軍歌曲。年底派上作品《郎來了》，歌名與1996年出道作《狼來了》諧音，是其延續，並象徵着入行十周年的情意結；也是她2005年第二首四台冠軍歌曲，年尾憑百威廣告歌《烈女》第四度同年奪四台歌曲獎項，成為2005年唯一一位獲齊四台歌曲獎項的女歌手。時隔兩年，楊千嬅重奪「叱咤樂壇我最喜愛的女歌手」。
2006年，楊千嬅獲香港杜莎夫人蠟像館邀請製作其具笑聲模擬功能的蠟像，以表揚其對香港音樂業界的傑出貢獻，蠟像造型參照楊千嬅在《楊千嬅演唱會開年大典VOL 3》中「楊門女將」打扮。楊千嬅憑電影《天生一對》獲得《UA全港觀眾至愛電影大賞》「觀眾至喜愛女演員大賞」，這是她在電影方面的首個個人獎項。其後於年底推出粵語大碟《Unlimited》。最終楊千嬅蟬聯《叱咤樂壇流行榜頒獎典禮》「叱咤樂壇我最喜愛的女歌手」。
2007年，楊千嬅獲香港理工大學醫療及社會學院頒發「名譽學人證書」。電視方面，楊千嬅進軍中國大陸電視市場，領銜主演電視劇《武十郎》，並主唱國語主題曲《堅強女人心》，並憑電視劇奪得《南方盛典頒獎典禮2007》「最佳女主角」，榮封「視后」。電影方面，適逢香港主權移交十周年，楊千嬅領銜主演羅永昌執導電影《每當變幻時》飾演賣魚維生的「阿妙」，與男歌手陳奕迅產生感情但未能開花結果，最終憑電影同時獲得《YAHOO!搜尋人氣大獎》「本地女演員」兼「本地電影」。音樂方面，楊千嬅加盟東亞唱片旗下、林建岳與黎明合作成立唱片公司A Music後推出粵語大碟《Meridian》，第一主打《化》成為四台冠軍歌曲，其後舉辦紅館《楊千嬅All About Love 2007演唱會》，表明不會收錄成專輯。最終楊千嬅連續第三次奪得《叱咤樂壇流行榜頒獎典禮》「叱咤樂壇我最喜愛的女歌手」。
2008年，楊千嬅與張學友、陳奕迅、陳慧琳一起獲邀擔任北京奧運澳門區火炬接力的火炬手。電視方面，楊千嬅由于一年前在武十郎跟张国立合作结缘而獲他邀請，擔任中國內地電視劇《鐵齒銅牙紀曉嵐4》的單元女主角（2010年於香港無綫電視黃金時段播放）。音樂方面，楊千嬅憑收錄於粵語大碟《Wonder Miriam》的第三主打《撈月亮的人》獲齊四台歌曲獎項，累積至今擁有5首歌曲於同年獲齊四台歌曲獎，為該紀錄女歌手保持者。年尾重奪相隔5年的《十大勁歌金曲頒獎典禮》「最受歡迎女歌星」，為四大唱片公司杯葛無線電視事件前的最後一位得獎者，楊千嬅致謝時感觸落淚說：「好多謝你，我對上一次是6年前，我有灰心過、挫敗過，6年成功要學習，但原來失敗更加要學習，我心態曾不平衡，今日好開心，我明白這個獎要珍惜擁有」，又感謝母親多年來坐在觀眾席支持自己，說「我跟她講這3個小時好辛苦，但她跟我講她陪我坐，沒問題」。

### 歌影高峰時期：2009年至2014年「金像影后」
2009年，剛巧收錄於粵語大碟《原來過得很快樂》的第一主打、由林夕填詞《真命天子》成為四台冠軍歌曲，大碟名稱源自楊千嬅1997年歌曲《再見二丁目》副歌中之首句「原來過得很快樂」。年尾《真命天子》連同第三主打《原來過得很快樂》為楊千嬅第七度於同年奪取四台歌曲獎項，成為2009年唯一一位獲齊四台歌曲獎項的女歌手，最終以大熱姿態蟬聯《十大勁歌金曲頒獎典禮》「最受歡迎女歌星」，而且重奪《叱咤樂壇流行榜頒獎典禮》「叱咤樂壇我最喜愛的女歌手」。

2010年是楊千嬅入行15週年，楊千嬅正式重返林建岳新重組的華星唱片，成為華星重開後首位加盟的歌手。電影方面，楊千嬅領銜主演兩部電影，分別是《志明與春嬌》及《抱抱俏佳人》。楊千嬅憑《志明與春嬌》演出奪得《香港專業電影攝影師學會》「攝影師眼中最具魅力女演員」，並憑電影角色於5年後與吳君如及羅蘭一同獲頒發《全民投選電影金影獎》「最令人難忘香港電影女角色」一次性獎項。楊千嬅更憑此兩部電影進佔《香港電影評論學會大獎》「最佳女演員」最後五強中兩個席位，最終憑《抱抱俏佳人》角色首奪《香港電影評論學會大獎》「最佳女演員」最高榮譽電影演員獎項 ，評價為
|  | 「她憑著《抱抱俏佳人》的「剩女」角色，擺脫從前的傻大姐形象，她對演出節奏的準確拿捏，得到評審認同，終於擊敗《月滿軒尼詩》的湯唯及《綫人》的桂綸鎂等，成為今屆香港電影評論學會大獎影后」 |

，她致謝時說：「多謝電影評論學會確認我演員的身份」。這是她在電影方面的首個個人演技獎項，演技獲得認同。音樂方面，楊千嬅加盟新公司後推出全主打粵語EP《Home》，銷情不俗，是《香港唱片商會銷量榜》冠軍唱片之一，第一主打《飲酒思源》成為四台冠軍歌曲，成為2010年唯一一位獲四台冠軍歌的女歌手。其後舉辦婚後首個紅館《Ladies&Gentlemen楊千嬅世界巡迴演唱會》，於舞台上與丈夫丁子高合唱《飛女正傳》(2003年舊作)，表達愛意，成為全城熱話，其後推出的《Ladies & Gentlemen 楊千嬅世界巡迴演唱會2010 香港站 Live》演唱會原聲專輯銷情不俗，是2010年及2011年《IFPI香港唱片銷量大獎》連續兩年「最暢銷本地現場錄製音像出品」之一。最終蟬聯《叱咤樂壇流行榜頒獎典禮》「叱咤樂壇我最喜愛的女歌手」，再度成為《叱咤樂壇流行榜頒獎典禮》女歌手大贏家，並且首奪《十大勁歌金曲頒獎典禮》「亞太區最受歡迎女歌星」。
2011年，楊千嬅於上半年專注國語專輯《Ready Or Not》，5月13日，楊千嬅榮登2011年《福布斯中國名人榜》綜合排名第80位，評價為「新婚推高人氣，香港演唱會叫好又叫座」，翌年5月3日綜合排名第73位。2011年除與「華星三寶」成員陳奕迅及梁漢文合體舉行《903 id club 拉闊音樂會 陳奕迅 x 梁漢文 x 楊千嬅》，也於11月在九龍灣國際展貿中心舉行一連5場《楊千嬅Minor Classics Live音樂會》，以非主打歌為主題，並於音樂會完結後對外宣佈將會放假。最終再度獲得「叱咤樂壇我最喜愛的女歌手」，惟她因懷孕而缺席領獎(由陳奕迅現場代領)，成為首位獲該獎項的缺席歌手。
2012年，音樂方面，楊千嬅在1月初推出首次分娩前的最後一張粵語大碟《火鳥》。同年10月正式由華星唱片轉調至林建岳成立的唱片公司寰亞唱片，該年楊千嬅連續四年、共八次奪得「叱咤樂壇我最喜愛的女歌手」，為該唯一全民選成份獎項的「民選天后」紀錄保持者。電影方面，楊千嬅除憑領銜主演電影《春嬌與志明》第二度同時獲得《YAHOO!搜尋人氣大獎》「本地女演員」兼「本地電影」，及日本《大阪亞洲電影節》「觀客賞」外，楊千嬅更憑彭浩翔執導、達2700多萬香港票房賣座電影《春嬌與志明》「余春嬌」角色，擊敗影后周迅及前輩鄭秀文，首奪香港電影金像獎「最佳女主角」獎項，她情緒激動地說：「這個圈子裡的很多人願意教我很多東西，因為人家並不是有義務要去教你，對此我很感恩。機會總是會留給有準備的人。當年我第一次拿『叱吒樂壇女歌手』的時候，也很大壓力的，現在也會像當年在歌壇得獎一樣，把壓力變成動力」，平了1988年巨星梅豔芳紀錄，成為「歌影雙后」。
2014年，暫休一年的楊千嬅重新積極投入音樂及電影事業。音樂方面，第二主打《好不容易遇見愛》是其2001年舊作《姊妹》延續篇，並邀得陳慧琳一起拍攝MV，年尾奪得《叱咤樂壇流行榜頒獎典禮》「專業推介 叱吒十大」，最終楊千嬅僅以三首派台歌曲（《來生舞》、《色惑》、《好不容易遇見愛》），以歷年最少派台歌曲姿態，相隔十年再奪得叱咤樂壇女歌手金獎殊榮。

### 票房銷量冠軍時期：2015年至2022年
2015年是楊千嬅入行廿週年，音樂方面，1月1日，楊千嬅推出第三主打《最好的債》，此曲找來《野孩子》（楊千嬅2001年舊作）加上《最佳損友》（陳奕迅2006年舊作）的班底雷頌德及黃偉文創作曲詞部分，重點是與填詞人黃偉文自2005年《Single》後事隔十年重新為楊千嬅執筆填詞，將憋了十年的心底話「懶去再結算 彼此欠的債」，通通寫在歌裡面，表達珍惜二人友誼。最終《最好的債》奪得《叱咤樂壇流行榜頒獎典禮》「專業推介 叱吒十大」，惟她沒有出席領獎。
接著主打歌曲《剛剛好》由陳奕迅作曲、林夕填詞，最後她於12月份推出睽違接近四年的粵語大碟《如果大家都擁有海》，收錄共十首全新歌曲。同年，楊千嬅暌違5年舉行連續7場紅館《楊千嬅 Let's Begin 世界巡迴演唱會2015》，亦是紀念入行即將廿週年演唱會。是次演唱會更是被傳媒認形容為「破冰演唱會」，楊千嬅分別與後輩容祖兒合唱《習慣失戀》、前輩鄭秀文合唱《終身美麗》，更自嘲「樂壇人瑞」，並在尾場唱《最好的債》結尾時，填詞人黃偉文現身並哭泣擁抱，得到公眾傳媒不少討論，其後推出的演唱會原聲專輯銷情不俗，是《香港唱片商會銷量榜》冠軍唱片之一。
電影方面，2015年楊千嬅領銜主演、改編香港真人真事的電影《五個小孩的校長》上映，與古天樂合演螢幕夫妻，角色得到廣泛關注回響，香港票房突破4600萬，刷新楊千嬅個人票房紀錄，成為2015年全年香港票房冠軍華語電影，更打入香港最高華語電影票房第12位（截至2015年12月31日）。該電影為少數以香港女演員擔正第一主角領銜主演，更令楊千嬅擊敗吳君如2014年《金雞SSS》榮登史上香港女性電影票房總冠軍的第一主角女演員，成為2010年代香港首席票房天后。電影《五個小孩的校長》獲得《全民投選電影金影獎》「2015最喜愛香港電影」、日本《福岡國際電影節》「觀眾大獎」、加拿大《尼亞加拉綜合電影節》「最佳家庭電影獎」。楊千嬅更憑4600多萬香港票房賣座電影《五個小孩的校長》首奪《全民投選電影金影獎》「我最喜愛香港電影女主角」、《北京大學生電影節》「最受大學生歡迎女演員」（繼中國內地四大花旦之一周迅、赵薇、徐静蕾後獲此殊榮）及《香港薩蘭托國際電影節》「傑出演員獎」（繼國際影后葉德嫻、天王影帝劉德華後獲此殊榮）。而楊千嬅也憑另一主演電影《哪一天我們會飛》首奪美國《紐約亞洲電影節》「亞洲之星大獎」（繼甄子丹、郭富城後獲此殊榮）。
2016年，楊千嬅獲由《中國日報》與亞洲新聞聯盟（ANN）合辦之《亞洲傑出女性奬頒獎典禮》頒發「2016亞洲女性傑出奬」，獲頒此榮譽的女士來自中國內地、香港和澳門、泰國及馬來西亞，其他得獎者還包括何超瓊、陸恭蕙等。
2017年，電影方面，楊千嬅領銜主演電影《春嬌救志明》上映，香港票房達3000萬，成為2017年全年香港票房冠軍華語電影，為楊千嬅第二部領銜主演全年香港票房冠軍華語電影。電影更第二度奪得日本《大阪亞洲電影節》「觀客賞」。音樂方面，楊千嬅於2017年12月23日至2018年1月2日期間於紅館舉行一連11場《楊千嬅三二一GO！演唱會》，除入行22年首次舉行個人紅館跨年演唱會外，更一個月內已3度加場，大破其個唱場數紀綠，並以一頭金髮現身，12月31日於紅館與歌迷倒數後演唱1999年歌曲《抬起我的頭來》，
2018年，楊千嬅於3月推出的《楊千嬅三二一GO! 演唱會2017 Live》演唱會原聲專輯銷情不俗，於《香港唱片商會銷量榜》創下3周冠軍及上榜達10周紀錄，以及於《十大中文金曲頒獎典禮》首次奪得「最佳中文唱片獎 女歌手」銷量獎項。另7月推出於寰亞唱片的首張個人新曲加精選《One on One Collection》銷情不俗，唱片發行首周即空降所有香港實體唱片銷售榜冠軍，包括《香港唱片商會銷量榜》冠軍、《HMV排行榜 音樂 Top 20》冠軍、《HMV排行榜 音樂 - 廣東及國語》冠軍、《CD Warehouse銷量榜》冠軍及《Sky Music天空銷量榜》冠軍。楊千嬅2018年推出的兩張專輯於《香港唱片商會銷量榜》共創下5周冠軍及共上榜達16周紀錄，成為2018年銷量榜成績最佳的香港女歌手。同年，楊千嬅轉投丈夫丁子高成立經理人公司正向文化娛樂。
2019年，楊千嬅獲香港星光大道邀請打手印，以表揚其對香港電影業界的傑出貢獻，其芳名與巨星掌印均鑲嵌在位於維多利亞港海旁的木製扶手欄杆上。音樂方面，楊千嬅於3月開始舉行其首個大型世界巡迴演唱會《My Beautiful Live楊千嬅世界巡迴演唱會》，歷時18個月，於翌年以香港為尾站。電視方面，楊千嬅以第一主角大女主的身份，事隔17年領銜主演無綫電視52周年台慶大女主劇集《多功能老婆》飾演失婚家庭主婦「藍飛」，與叱咤樂壇男歌手金獎得主周柏豪合演姊弟戀螢幕情侶，並主唱主題曲《嫁給愛情》，繼2008年兩屆視后汪明荃後第二位女演員能擔正無綫電視台慶劇集第一主角大女主兼獨唱主題曲，創下無綫電視收視連續4周冠軍紀錄，憑《多功能老婆》「藍飛」角色首次提名即首奪《萬千星輝頒獎典禮》「最受歡迎電視女角色」獎項

。
2020年，楊千嬅以第一女主角的身份，首次與天王影帝郭富城合作參演電影《麥路人》。2022年，楊千嬅在社交媒體上公布已加盟华纳音乐中国，開始全方位發展中國大陸及東南亞市場，並參加由中國大陸芒果TV及香港TVB聯合製作的音樂節目《聲生不息》。

### 重啟巡唱：2022年至今
2022年11月17日，楊千嬅宣布舉行於2022年12月17-18日在香港亞洲國際博覽館舉辦暌違4年的演唱會，名為《楊千嬅 B minor 音樂會》，亦是楊千嬅2019年開始的《My Beautiful Live楊千嬅世界巡迴演唱會》香港站尾站。另外，全新廣東歌《還有事情可慶祝》及《無去無來》更於演唱會中首唱，其後分別在2022年底及2023年派台。
2023年，楊千嬅於社交平台宣布相隔四年重啟世界巡迴演唱會《楊千嬅MY TREE OF LIVE世界巡迴演唱會》
，首站由廣州開始啟航，於2025年1月亦以廣州返場作為終點站。

## 音樂專輯
| 年份   | 唱片公司   | 粵語                                                                                           | 國語                     | 精選                                 | 演唱會                                               |
| 1996年 | 華星唱片   | 《狼來了》                                                                                     |                          |                                      |                                                      |
| 1997年 | 華星唱片   | 《直覺》 《私日記》（EP）                                                                      |                          |                                      |                                                      |
| 1998年 | 華星唱片   | 《到此一遊》 《大激想》（EP合輯） 《1-100》（EP）                                              |                          | 《楊千嬅體驗入學》（新曲+精選）      |                                                      |
| 1999年 | 華星唱片   | 《夏天的故事》 《Panasonic楊千嬅珍藏版CD》（單曲） 《冬天的故事》                              | 《微笑》                 |                                      |                                                      |
| 2000年 | 華星唱片   | 《Play It Loud, Kiss Me Soft》（雙EP） 《放煙花「紫」膠唱片》（單曲）                          |                          |                                      | 《楊千嬅加州紅紅人館903狂熱份子音樂會》              |
| 2001年 | 華星唱片   |                                                                                                |                          | 《My Favourite Hits》                |                                                      |
| 2001年 | 新藝寶唱片 | 《Miriam》                                                                                     |                          |                                      | 《Music is Live Miriam 楊千嬅拉闊音樂會2001》        |
| 2002年 | 新藝寶唱片 | 《M VS M 上半場》（EP） 《M VS M 下半場》（EP） 《M VS M 總決賽》（EP） 《Miriam's Music Box》 | 《金曲當年情》（單曲）   |                                      | 《楊千嬅萬紫千紅演唱會》                             |
| 2003年 | 新藝寶唱片 | 《Make Up》                                                                                    | 《揚眉》                 | 《Miriam's Melodies》（新曲+精選）   | 《Music is Live 黃耀明X楊千嬅》                      |
| 2004年 | 新藝寶唱片 |                                                                                                |                          | 《傻仔 新曲+精選》（新曲+精選）      |                                                      |
| 2004年 | 金牌娛樂   | 《2004開大》（EP） 《電光幻影》                                                                |                          |                                      | 《楊千嬅演唱會開年大典 Vol.3》                       |
| 2005年 | 金牌娛樂   | 《Single》                                                                                     |                          |                                      | 《楊千嬅X林一峰拉闊音樂會》                          |
| 2006年 | 金牌娛樂   | 《金牌女兒紅》（合輯） 《Unlimited》                                                           |                          |                                      |                                                      |
| 2006年 | 新藝寶唱片 |                                                                                                |                          | 《楊千嬅 金經典》                    |                                                      |
| 2007年 | 新藝寶唱片 |                                                                                                |                          | 《Simply Me》（新曲+精選）           |                                                      |
| 2007年 | 金牌娛樂   |                                                                                                |                          | 《千嬅新唱金牌金曲》（翻唱）         |                                                      |
| 2007年 | A Music    | 《Meridian》                                                                                   |                          |                                      |                                                      |
| 2008年 | A Music    | 《Wonder Miriam》                                                                              |                          |                                      |                                                      |
| 2009年 | A Music    | 《原來過得很快樂》                                                                             |                          |                                      |                                                      |
| 2009年 | 新藝寶唱片 |                                                                                                |                          | 《千嬅盛放》                         |                                                      |
| 2010年 | 金牌大風   |                                                                                                |                          | 《囍愛》（新曲+精選）                |                                                      |
| 2010年 | 華星唱片   | 《Home》（EP）                                                                                 |                          |                                      | 《Ladies & Gentlemen楊千嬅世界巡迴演唱會香港站》     |
| 2011年 | 華星唱片   |                                                                                                | 《Ready or Not》         |                                      | 《903 ID CLUB 拉闊音樂會：陳奕迅X梁漢文X楊千嬅》     |
| 2012年 | 華星唱片   | 《火鳥》                                                                                       | 《春嬌與志明》（EP合輯） |                                      | 《楊千嬅Minor Classics Live 》                       |
| 2012年 | 金牌大風   |                                                                                                |                          | 《金牌10年精選系列 楊千嬅》          |                                                      |
| 2014年 | 寰亞唱片   |                                                                                                | 《色惑》（單曲）         |                                      |                                                      |
| 2015年 | 寰亞唱片   | 《如果大家都擁有海》                                                                           |                          |                                      | 《Let's Begin Concert 2015楊千嬅世界巡迴演唱會Live》 |
| 2016年 | 金牌大風   |                                                                                                |                          | 《Best Hits 楊千嬅》                 |                                                      |
| 2017年 | 寰亞唱片   | 《春嬌救志明電影原聲大碟》                                                                     |                          |                                      |                                                      |
| 2018年 | 寰亞唱片   |                                                                                                |                          | 《One on One Collection》(新曲+精選) | 《楊千嬅三二一GO! 演唱會2017 Live》                  |

### 合唱歌曲
| 歌曲             | 主唱                               | 收錄專輯(首次)                                | 專輯發行日期                 |
| ---------------- | ---------------------------------- | --------------------------------------------- | ---------------------------- |
| 其實我記得       | 陳奕迅 楊千嬅                      | 陳奕迅 - 陳奕迅                               | 1996年12月11日               |
| 我們不哭了       | 陳奕迅 海俊傑 何超儀 楊千嬅        | 我們不哭了                                    | 1996年                       |
| 奔向未來         | 華星群星                           | 華星廿五週年經典金曲專輯                      | 1997年12月                   |
| 大激想           | 陳奕迅 楊千嬅 梁漢文               | 單曲 - 大激想                                 | 1998年8月1日                 |
| 不一樣的夏       | 陳奕迅 楊千嬅 梁漢文               | 楊千嬅 - 楊千嬅體驗入學                       | 1998年8月22日                |
| 印象             | 楊千嬅 鄭伊健 梁詠琪 (獨白:陳小春) | 梁詠琪 - I Will Be Loving You                 | 1998年11月25日               |
| Namasgar你好嗎？ | 森美 Mini 陳奕迅 楊千嬅            | 12夜12首                                      | (2000年派台)                 |
| 萬語千言         | 古天樂 楊千嬅                      | 萬語千言                                      | (2001年派台)                 |
| 怪乖             | 森美 小儀 方力申 李彩樺 楊千嬅     | 李彩樺 - After The Rain                       | (2001年派台)                 |
| 飽滿愛           | 林海峰 楊千嬅                      | 林海峰 - 林狗 - 十大傑青                      | 2001年8月                    |
| What We Want     | 李彩樺 方皓玟 楊千嬅               | 群星 - True Music Karaoke Hits Vol.2          | 2004年12月9日(2002年派台)    |
| 小飛俠           | 蔡德才 楊千嬅                      | 楊千嬅 - Miriam's Music Box                   | 2002年11月22日               |
| 我很需要你(國)   | 梁朝偉 楊千嬅                      | 梁朝偉 - 風沙                                 | 2002年                       |
| 有愛錯無放過     | 梁朝偉 楊千嬅                      | 楊千嬅 - Miriam's Music Box - Special         | 2003年2月                    |
| 一生中最愛       | 鄭伊健 楊千嬅                      | 未有收錄                                      | 2003年電影"安娜與武林"主題曲 |
| 火紅火熱         | 鄭中基 梁漢文 何韻詩 楊千嬅        | 鄭中基 - Ronald Please Help!!火紅火熱版       | 2003年8月22日                |
| 花好月圓夜(粵)   | 任賢齊 楊千嬅                      | 楊千嬅 - 2004開大                             | 2004年1月21日                |
| 花好月圓夜(國)   | 任賢齊 楊千嬅                      | 楊千嬅 - 2004開大                             | 2004年1月21日                |
| 星之碎片         | 梁朝偉 楊千嬅                      | 楊千嬅 - 2004開大                             | 2004年1月21日                |
| 迷宮(國)         | 梁朝偉 楊千嬅                      | 幾米《地下鐵》電影音樂原聲大碟                | 2004年1月                    |
| 天生注定(國)     | 任賢齊 楊千嬅                      | 任賢齊 - 老地方                               | 2006年2月27日                |
| 橙色暑假         | 側田 楊千嬅                        | 側田 - No Protection(Dual Disc Version)       | 2006年7月5日                 |
| 和諧創希望       | 古巨基 楊千嬅                      | 未有收錄                                      | (2006年派台)                 |
| 滾               | 梁漢文 楊千嬅                      | 梁漢文 - The Story of June                    | 2006年6月15日                |
| 綠色聖誕加個橙   | 楊千嬅 鄭伊健 車婉婉 林曉峰        | 未有收錄                                      | (2007年派台)                 |
| 小城大事         | ATSUSHI 楊千嬅                     | 未有收錄                                      | 2010年8月19日                |
| 初見             | 林峯 楊千嬅                        | 未有收錄 (獨唱版收錄於 楊千嬅 - HOME)         | (2010年派台)                 |
| 未完的歌(國)     | 林峯 楊千嬅                        | 未有收錄 (獨唱版收錄於 楊千嬅 - Ready or Not) | 2010年電影"抱抱俏佳人"宣傳曲 |
| 黑天鵝           | 藍奕邦 楊千嬅                      | 藍奕邦 - 好風光                               | 2011年12月30日               |
| 背後女人         | 周柏豪 楊千嬅                      | 單曲 - 背後女人                               | 2018年7月18日                |

### 作曲作品
- 1996年：傷感真相 (收錄於「狼來了」)
- 1997年：字跡 (收錄於「直覺」)
- 2002年：學習街童（與雷頌德共同作曲） (收錄於「M VS M 下半場」)

### 廣告歌
- 1998年：新都城中心及可口可樂廣告歌 - 大激想 (與陳奕迅、梁漢文合唱)
- 1999年：京都念慈庵廣告歌 - 夏天的故事
- 2000年：富士魔術手FDI激光沖印廣告歌 - 少女的祈禱
- 2001年：富士數碼激光沖印廣告歌 - 熱血青年
- 2002年：京都念慈庵廣告歌 – 楊千嬅
- 2003年：百老匯廣告歌 - 家有幾米
- 2003年：百威廣告歌 - 火紅火熱 (與梁漢文、鄭中基、何韻詩合唱)
- 2003年：Biotherm廣告歌 – 滿場飛/揚眉(國)
- 2003年：百老匯廣告歌 - 自由行
- 2004年：百威廣告歌 - 處處吻*(bilibili網站將此歌曲套用在周慧敏視頻)！
- 2004年：Biotherm廣告歌 - 柳媚花嬌
- 2004年：京都念慈菴廣告歌 - 吵我
- 2005年：百威廣告歌 - 烈女
- 2008年：亞洲遊戲展2008廣告歌 - 當女飛俠愛上萬能俠
- 2013年：LightMAC廣告歌 - Light Me Up
- 2014年：澳門新濠天地《Taboo色惑》主題曲 - 色惑(國)

### 非參演電視劇主題曲/插曲
- 1999-12-13：衝上人間(香港無綫電視)主題曲：《快樂的》(主演：郭晉安、張可頤)
- 2002-04-15：情事緝私檔案(香港無綫電視)主題曲：《談談情．探探聽》(主演：郭晉安、郭藹明)
- 2002-09-16：我要Fit一Fit(香港無綫電視)主題曲：《展翅計劃》(主演：沈殿霞、袁潔瑩)
- 2006-04-17：女人唔易做(香港無綫電視)片尾曲：《有過去的女人》(主演：林峯、鄧萃雯)
- 2007-02-08 (2002海外首播)：紅衣手記(香港無綫電視)主題曲：《甘願為您》(主演：佘詩曼、陳鍵鋒)
- 2007-05-14：師奶兵團(香港無綫電視)主題曲：《半邊天》(主演：鄧萃雯、商天娥、葉童)
- 2016-05-10：致單身男女插曲：《致未來的你》(主演：陸毅、張儷)
- 2018-02-18：三個女人一個「因」(香港無綫電視)主題曲：《無雙》（主演：黃智雯、袁偉豪）

### 動畫及特攝主題曲/插曲
- 1995年：飛天少女豬事丁片尾曲：《有你在愛我》
- 1999年7月7日：Bom Bom彈珠人 主題曲：《彈珠人的愛心炸彈》
- 1999年8月23日：智多多知多多 主題曲：《智多多知多多》
- 2000年7月10日：勁爆Bom Bom彈珠人 主題曲：《個個都有寶》
- 2000年7月24日：智多多動物奧運會 主題曲：《智多多動物奧運會》
- 2001年7月2日：得意快獸仔 主題曲：《人人愛愉快》
- 2001年8月6日：智多多20日環遊世界 主題曲：《智多多廿日環遊世界》

### 綜藝節目主題曲/插曲
- 2002年：《香港小姐》30週年(香港無綫電視)主題曲:〈給‧香港小姐〉
- 2013年：《猩猩同學會》(香港無綫電視兒童台)主題曲:〈星星．同學〉

### 公益代言主題曲/插曲
- 1998年：98青少年暑期活動主題曲：不一樣的夏 (與陳奕迅、梁漢文合唱)
- 2000年：2000飢饉三十主題曲：Namasgar你好嗎？(與陳奕迅、森美、Mini合唱)
- 2000年：2000國際獅子會世界視覺日主題曲：萬語千言 (與古天樂合唱)
- 2001年：香港賽馬會綠孩兒計劃主題曲：小小夢想

## 派台歌曲成績
| 派台歌曲成績（四台）                           | 派台歌曲成績（四台）   | 派台歌曲成績（四台） | 派台歌曲成績（四台） | 派台歌曲成績（四台） | 派台歌曲成績（四台） | 派台歌曲成績（四台） | 派台歌曲成績（四台） |      |
| ---------------------------------------------- | ---------------------- | -------------------- | -------------------- | -------------------- | -------------------- | --- | --- | ---- |
| 唱片                                           | 歌曲                   | 903                  | RTHK                 | 997                  | TVB                  | 備註 | 備註 |      |
| 1996年                                         |                        |                      |                      |                      |                      | | |      |
| 狼來了                                         | 三分鐘戀愛熱度         | 16                   | -                    | -                    | -                    | | |      |
| 我們不哭了                                     | 我們不哭了             | -                    | -                    | -                    | 10                   | 與陳奕迅、海俊傑、何超儀合唱 | 與陳奕迅、海俊傑、何超儀合唱 |      |
| 狼來了                                         | 狼來了                 | 2                    | 4                    | 5                    | 6                    | | |      |
| 1997年                                         |                        |                      |                      |                      |                      | | |      |
| 狼來了                                         | 陌生人                 | -                    | -                    | -                    | -                    | | |      |
| 直覺                                           | 薄荷味                 | -                    | 19                   | -                    | -                    | | |      |
| 直覺                                           | 直覺                   | 2                    | 4                    | 6                    | 5                    | | |      |
| 直覺                                           | 再見二丁目             | 4                    | 3                    | 8                    | 1                    | 首支冠軍歌 | 首支冠軍歌 |      |
| 直覺                                           | 缺陷美                 | 8                    | -                    | -                    | ×                    | | |      |
| 私日記                                         | 手信                   | 4                    | 2                    | 2                    | 2                    | | |      |
| 1998年                                         |                        |                      |                      |                      |                      | | |      |
| 私日記                                         | E-714342               | 2                    | 3                    | 8                    | 5                    | | |      |
| 私日記                                         | 數你                   | 3                    | -                    | -                    | -                    | | |      |
| 到此一遊                                       | 因為所以               | 5                    | 1                    | 5                    | 1                    | | |      |
| 到此一遊                                       | 我不要你愛我           | 8                    | 9                    | 9                    | 6                    | | |      |
| 到此一遊                                       | 出埃及記               | 6                    | -                    | 17                   | -                    | | |      |
| 楊千嬅體驗入學 (新曲+精選)                     | 不一樣的夏             | -                    | -                    | 17                   | -                    | 與陳奕迅、梁漢文合唱 1998青少年暑期活動主題曲                                                                                          | 與陳奕迅、梁漢文合唱 1998青少年暑期活動主題曲                                                                                          |      |
| 大激想                                         | 大激想                 | 2                    | 3                    | 3                    | 1                    | 與陳奕迅、梁漢文合唱 可口可樂廣告歌 新都城中心廣告歌                                                                                   | 與陳奕迅、梁漢文合唱 可口可樂廣告歌 新都城中心廣告歌                                                                                   |      |
| 1-100                                          | 繼續努力               | 12                   | 9                    | 10                   | 8                    | | |      |
| 1-100                                          | 愛人                   | 6                    | 2                    | 3                    | 2                    | | |      |
| 1999年                                         |                        |                      |                      |                      |                      | | |      |
| 1-100                                          | 非買品                 | 6                    | 14                   | 7                    | -                    | | |      |
| I'll Be Loving You                             | 印象                   | 7                    | 18                   | -                    | 7                    | 與梁詠琪、鄭伊健、陳小春合唱 翻唱許冠傑歌曲                                                                                            | 與梁詠琪、鄭伊健、陳小春合唱 翻唱許冠傑歌曲                                                                                            |      |
| 1-100                                          | 一些生活               | 15                   | -                    | -                    | ×                    | | |      |
| 楊千嬅加州紅紅人館903狂熱份子音樂會            | 夢裏的人               | 2                    | -                    | -                    | ×                    | | |      |
| 夏天的故事                                     | 抬起我的頭來           | 1                    | 2                    | 1                    | 1                    | 三台冠軍歌 | 三台冠軍歌 |      |
| 夏天的故事                                     | 夏天的故事             | 2                    | 4                    | 2                    | 2                    | 京都念慈庵廣告歌 | 京都念慈庵廣告歌 |      |
| 夏天的故事                                     | 有發生過               | 5                    | -                    | 2                    | -                    | | |      |
| 夏天的故事                                     | 幹什麼                 | 9                    | -                    | -                    | ×                    | | |      |
| 微笑                                           | 微笑（國）             | 9                    | -                    | -                    | -                    | | |      |
| 冬天的故事                                     | 冰點                   | 5                    | 7                    | 4                    | 5                    | | |      |
| 2000年                                         |                        |                      |                      |                      |                      | | |      |
| 冬天的故事                                     | 最後的歌               | 7                    | 20                   | 19                   | 7                    | | |      |
| 冬天的故事                                     | 私奔                   | 16                   | -                    | -                    | -                    | | |      |
| 冬天的故事                                     | 木偶奇偶記             | 6                    | -                    | 15                   | -                    | | |      |
| 冬天的故事                                     | 新世紀福音戰士         | -                    | -                    | 15                   | -                    | | |      |
| 12夜12首                                       | Namasgar你好嗎？       | (1)                  | ×                    | ×                    | ×                    | 與陳奕迅、森美、Mini合唱 2000飢饉三十主題曲                                                                                            | 與陳奕迅、森美、Mini合唱 2000飢饉三十主題曲                                                                                            |      |
| Play It Loud, Kiss Me Soft                     | 可人兒                 | 4                    | -                    | 8                    | -                    | | |      |
| Play It Loud, Kiss Me Soft                     | 少女的祈禱             | 1                    | 1                    | 1                    | 1                    | 首支四台冠軍歌 富士魔術手FDI激光沖印廣告歌                                                                                             | 首支四台冠軍歌 富士魔術手FDI激光沖印廣告歌                                                                                             |      |
| Play It Loud, Kiss Me Soft                     | 放煙花                 | 11                   | 20                   | 7                    | -                    | 《京都念慈庵My concert花樣千嬅演唱會2000》主題曲                                                                                       | 《京都念慈庵My concert花樣千嬅演唱會2000》主題曲                                                                                       |      |
| Play It Loud, Kiss Me Soft                     | 如果東京不快樂         | 1                    | 3                    | 6                    | 8                    | | |      |
| Play It Loud, Kiss Me Soft                     | 內有惡女               | 18                   | -                    | -                    | ×                    | | |      |
| 2001年                                         |                        |                      |                      |                      |                      | | |      |
|                                                | 萬語千言               | 14                   | -                    | -                    | ×                    | 與古天樂合唱 2000國際獅子會世界視覺日主題曲                                                                                            | 與古天樂合唱 2000國際獅子會世界視覺日主題曲                                                                                            |      |
| Miriam                                         | 熱血青年               | 3                    | -                    | 3                    | -                    | 電影《玉女添丁》主題曲 富士數碼激光沖印廣告歌                                                                                          | 電影《玉女添丁》主題曲 富士數碼激光沖印廣告歌                                                                                          |      |
| Miriam                                         | 悲歌之王               | 12                   | ×                    | ×                    | ×                    | 叱咤903廣播劇《鴿子園》插曲 | 叱咤903廣播劇《鴿子園》插曲 |      |
| Miriam                                         | 姊妹                   | (1)                  | 1                    | 2                    | 1                    | 三台冠軍歌 | 三台冠軍歌 |      |
| After The Rain                                 | 怪乖                   | 10                   | ×                    | ×                    | ×                    | 與李彩樺、森美、小儀、方力申合唱 森美小儀歌劇團《有怪莫怪的世界》主題曲                                                                | 與李彩樺、森美、小儀、方力申合唱 森美小儀歌劇團《有怪莫怪的世界》主題曲                                                                |      |
| Miriam                                         | 野孩子                 | 1                    | -                    | 1                    | 6                    | | |      |
| Miriam                                         | 假如讓我說下去         | 17                   | -                    | -                    | -                    | | |      |
| 2002年                                         |                        |                      |                      |                      |                      | | |      |
| M VS M 上半場                                  | 楊千嬅                 | 1                    | 1                    | 2                    | 1                    | 電影《乾柴烈火》插曲 京都念慈庵廣告歌 三台冠軍歌                                                                                       | 電影《乾柴烈火》插曲 京都念慈庵廣告歌 三台冠軍歌                                                                                       |      |
| M VS M 上半場                                  | 閃靈                   | 1                    | -                    | 1                    | 1                    | 三台冠軍歌 | 三台冠軍歌 |      |
| M VS M 總決場                                  | 向左走向右走           | 5                    | 3                    | 2                    | 3                    | | |      |
| M VS M 下半場                                  | Mr.                    | 5                    | -                    | -                    | -                    | 電影《慳錢家族》插曲 | 電影《慳錢家族》插曲 |      |
| 金曲當年情                                     | 金曲當年情（國）       | 5                    | -                    | -                    | -                    | 《Biotherm楊千嬅萬紫千紅演唱會2002》主題曲                                                                                             | 《Biotherm楊千嬅萬紫千紅演唱會2002》主題曲                                                                                             |      |
| True Music Karaoke Hits Vol.2                  | What We Want           | 14                   | -                    | -                    | ×                    | 與李彩樺、方皓玟合唱 | 與李彩樺、方皓玟合唱 |      |
| Miriam's Music Box                             | 一千零一個             | -                    | -                    | -                    | ×                    | | |      |
| Miriam's Music Box                             | 笑中有淚               | 1                    | 1                    | 1                    | 1                    | 四台冠軍歌 | 四台冠軍歌 |      |
| Miriam's Music Box                             | 可惜我是水瓶座         | 1                    | 3                    | 1                    | 2                    | | |      |
| 2003年                                         |                        |                      |                      |                      |                      | | |      |
| Miriam's Music Box                             | 小飛俠                 | 17                   | -                    | 10                   | -                    | 與蔡德才合唱 | 與蔡德才合唱 |      |
| 揚眉                                           | 揚眉（國）             | -                    | -                    | -                    | -                    | Biotherm廣告歌 | Biotherm廣告歌 |      |
| 揚眉                                           | 什麼都不怕（國）       | 6                    | 8                    | 6                    | 6                    | | |      |
| Make Up                                        | 龍爭虎鬥               | 1                    | 9                    | 2                    | 3                    | | |      |
| Make Up                                        | 飛女正傳               | 1                    | 2                    | 2                    | 5                    | | |      |
| 唔該救救我(火紅火熱版) / Simply Me (新曲+精選) | 火紅火熱               | 2                    | 3                    | -                    | 2                    | 與鄭中基、梁漢文、何韻詩合唱 百威廣告歌                                                                                                | 與鄭中基、梁漢文、何韻詩合唱 百威廣告歌                                                                                                |      |
| 2004開大                                       | 自由行                 | 5                    | 1                    | 1                    | 1                    | 百老匯廣告歌 三台冠軍歌 | 百老匯廣告歌 三台冠軍歌 |      |
| 2004開大                                       | 小星星                 | 1                    | 3                    | 3                    | 1                    | | |      |
| 2004開大                                       | 星之碎片               | 5                    | -                    | -                    | ×                    | 與梁朝偉合唱 電影《地下鐵》主題曲 | 與梁朝偉合唱 電影《地下鐵》主題曲 |      |
| 2004年                                         |                        |                      |                      |                      |                      | | |      |
| 2004開大                                       | 開大                   | 2                    | 8                    | -                    | -                    | 《京都念慈菴楊千嬅演唱會開年大典 Vol.3》主題曲                                                                                         | 《京都念慈菴楊千嬅演唱會開年大典 Vol.3》主題曲                                                                                         |      |
| 電光幻影                                       | 處處吻                 | 1                    | 1                    | 2                    | 1                    | 百威廣告歌 三台冠軍歌 | 百威廣告歌 三台冠軍歌 |      |
| 電光幻影                                       | 煉金術                 | 1                    | 3                    | 1                    | 2                    | 電影《煎釀叄寶》主題曲 | 電影《煎釀叄寶》主題曲 |      |
| 電光幻影                                       | 小城大事               | (1)                  | 1                    | 1                    | 1                    | 四台冠軍歌 | 四台冠軍歌 |      |
| 電光幻影                                       | 電光幻影               | 17                   | -                    | -                    | ×                    | | |      |
| 2005年                                         |                        |                      |                      |                      |                      | | |      |
| Single                                         | 長信不如短訊           | 1                    | 1                    | 1                    | 1                    | 四台冠軍歌 另派長痛不如短痛版本 | 四台冠軍歌 另派長痛不如短痛版本 |      |
| Single                                         | 烈女                   | 1                    | 1                    | 2                    | 2                    | 百威廣告歌 | 百威廣告歌 |      |
| Single                                         | 超齡                   | 10                   | 8                    | -                    | -                    | | |      |
| Single(特別版)                                 | 我的醉愛               | 10                   | 2                    | 4                    | ×                    | 電影《千杯不醉》主題曲 | 電影《千杯不醉》主題曲 |      |
| Love 05情歌集                                  | 唯有愛隨身             | 18                   | -                    | -                    | ×                    | 綠蘋果正能量主題曲 | 綠蘋果正能量主題曲 |      |
| 好人歌集 / Unlimited                           | 郎來了                 | 1                    | 1                    | 1                    | 1                    | 四台冠軍歌 | 四台冠軍歌 |      |
| 2006年                                         |                        |                      |                      |                      |                      | | |      |
| 金牌女兒紅 / Simply Me (新曲+精選)             | 有過去的女人           | 5                    | 1                    | 2                    | 3                    | 無綫電視劇《女人唔易做》片尾曲 | 無綫電視劇《女人唔易做》片尾曲 |      |
| The Story of June / 千嬅盛放                   | 滾                     | 2                    | 1                    | 1                    | 1                    | 與梁漢文合唱 三台冠軍歌 | 與梁漢文合唱 三台冠軍歌 |      |
| No Protection (Dual Disc Version)              | 橙色暑假               | ×                    | 1                    | ×                    | ×                    | 與側田合唱 香港電台太陽計劃2006主題曲                                                                                                  | 與側田合唱 香港電台太陽計劃2006主題曲                                                                                                  |      |
| Unlimited                                      | 大傻                   | 1                    | 1                    | 2                    | 1                    | 三台冠軍歌 | 三台冠軍歌 |      |
|                                                | 和諧創希望             | -                    | 16                   | -                    | ×                    | 與古巨基合唱 | 與古巨基合唱 |      |
| Unlimited                                      | 我的生存之道           | 1                    | 1                    | 3                    | -                    | | |      |
| Unlimited                                      | 水月鏡花               | -                    | 8                    | 4                    | -                    | | |      |
| 2007年                                         |                        |                      |                      |                      |                      | | |      |
| Meridian                                       | 化                     | 1                    | 1                    | 1                    | 1                    | 四台冠軍歌 | 四台冠軍歌 |      |
| Meridian                                       | 集體回憶               | 3                    | 6                    | 1                    | -                    | | |      |
| Meridian                                       | 不認不認還需認         | 4                    | 3                    | 2                    | -                    | 《六福Forevermark楊千嬅All About Love演唱會》主題曲                                                                                    | 《六福Forevermark楊千嬅All About Love演唱會》主題曲                                                                                    |      |
| Meridian                                       | 陌路                   | 10                   | 1                    | 1                    | 1                    | 三台冠軍歌 | 三台冠軍歌 |      |
| Meridian                                       | 只談風月不談戀愛       | -                    | -                    | -                    | ×                    | | |      |
| 原來過得很快樂                                 | All About Love         | 1                    | 1                    | 1                    | -                    | 三台冠軍歌 | 三台冠軍歌 |      |
| 2008年                                         |                        |                      |                      |                      |                      | | |      |
| Wonder Miriam                                  | 大慈善家               | 1                    | 1                    | 2                    | ×                    | | |      |
| Wonder Miriam                                  | 啦啦誇啦啦             | 1                    | ×                    | ×                    | ×                    | 雷霆881《香港誇啦啦》主題曲 | 雷霆881《香港誇啦啦》主題曲 |      |
| Wonder Miriam                                  | 明日再會               | 5                    | 3                    | 1                    | 1                    | | |      |
| Wonder Miriam                                  | 撈月亮的人             | 1                    | 1                    | 1                    | 2                    | 三台冠軍歌 | 三台冠軍歌 |      |
| 2009年                                         |                        |                      |                      |                      |                      | | |      |
| Wonder Miriam                                  | 當女飛俠愛上萬能俠     | 16                   | 8                    | 3                    | ×                    | 亞洲遊戲展2008主題曲 | 亞洲遊戲展2008主題曲 |      |
| 原來過得很快樂                                 | 真命天子               | 1                    | 1                    | 1                    | 1                    | 四台冠軍歌 | 四台冠軍歌 |      |
| 原來過得很快樂                                 | 我在橋上看風景         | -                    | 1                    | 20                   | -                    | | |      |
| 原來過得很快樂                                 | 原來過得很快樂         | 1                    | 3                    | 4                    | 5                    | | |      |
| 原來過得很快樂                                 | 麥芽糖                 | -                    | 8                    | 5                    | ×                    | | |      |
| 2010年                                         |                        |                      |                      |                      |                      | | |      |
| Home                                           | 呼吸需要               | 2                    | 5                    | 4                    | -                    | 電影《志明與春嬌》主題曲 | 電影《志明與春嬌》主題曲 |      |
| Home                                           | 飲酒思源               | 1                    | 1                    | 1                    | 1                    | 四台冠軍歌 另派飲酒思源2.0版本 | 四台冠軍歌 另派飲酒思源2.0版本 |      |
| Home                                           | 斗零踭                 | 1                    | 1                    | 2                    | 1                    | 《Ladies&Gentlemen 楊千嬅演唱會》主題曲 三台冠軍歌                                                                                     | 《Ladies&Gentlemen 楊千嬅演唱會》主題曲 三台冠軍歌                                                                                     |      |
| Home                                           | 初見                   | -                    | -                    | -                    | 2                    | 與林峯合唱 電影《抱抱俏佳人》主題曲 | 與林峯合唱 電影《抱抱俏佳人》主題曲 |      |
| Home                                           | 我係我                 | 1                    | 3                    | -                    | ×                    | | |      |
| 2011年                                         |                        |                      |                      |                      |                      | | |      |
| Ready or Not                                   | Ready or Not（國）     | 20                   | -                    | -                    | 9                    | 新城國語力：3 TVB8：1 | 新城國語力：3 TVB8：1 |      |
| Ready or Not                                   | 女人三十（國）         | 4                    | 3                    | 3                    | ×                    | 新城國語力：1 | 新城國語力：1 |      |
| Ready or Not                                   | 醒了（國）             | -                    | -                    | -                    | ×                    | | |      |
| 火鳥                                           | 火鳥                   | 1                    | 1                    | 1                    | -                    | 三台冠軍歌 | 三台冠軍歌 |      |
| 火鳥                                           | 白天鵝                 | 4                    | 8                    | -                    | ×                    | | |      |
| 好風光                                         | 黑天鵝                 | -                    | -                    | -                    | 2                    | 與藍奕邦合唱 | 與藍奕邦合唱 |      |
| 火鳥                                           | 翅膀下的風             | 10                   | 5                    | 1                    | ×                    | | |      |
| 2012年                                         |                        |                      |                      |                      |                      | | |      |
| 火鳥                                           | 金絲雀                 | 3                    | 1                    | -                    | ×                    | | |      |
| 春嬌與志明                                     | 沒有目的地愛了（國）   | 2                    | -                    | -                    | ×                    | 以余春嬌名義派台 電影《春嬌與志明》宣傳歌曲                                                                                            | 以余春嬌名義派台 電影《春嬌與志明》宣傳歌曲                                                                                            |      |
| 寰亞時代 / One on One Collection (新曲+精選)   | 親                     | 11                   | 1                    | 3                    | ×                    | 香港電台《人人就位孝愛互傳》主題曲 | 香港電台《人人就位孝愛互傳》主題曲 |      |
| 2013年                                         |                        |                      |                      |                      |                      | | |      |
|                                                | 星星．同學             | 17                   | -                    | -                    | -                    | 無綫兒童台《猩猩同學會》主題曲 | 無綫兒童台《猩猩同學會》主題曲 |      |
| 2014年                                         |                        |                      |                      |                      |                      | | |      |
| 如果大家都擁有海                               | 來生舞                 | 1                    | 1                    | 1                    | ×                    | 三台冠軍歌 | 三台冠軍歌 |      |
| 色惑                                           | 色惑（國）             | 2                    | 1                    | 1                    | 2                    | 另派Full Version版本 新城國語力：1 TVB8：1 澳門新濠天地《Taboo色惑》主題曲                                                             | 另派Full Version版本 新城國語力：1 TVB8：1 澳門新濠天地《Taboo色惑》主題曲                                                             |      |
| 如果大家都擁有海                               | 好不容易遇見愛         | 1                    | 1                    | -                    | 4                    | 《六福珠寶呈獻 楊千嬅Let's Begin世界巡迴演唱會2015》主題曲                                                                             | 《六福珠寶呈獻 楊千嬅Let's Begin世界巡迴演唱會2015》主題曲                                                                             |      |
| 2015年                                         |                        |                      |                      |                      |                      | | |      |
| 如果大家都擁有海                               | 最好的債               | 1                    | 1                    | 1                    | ×                    | 三台冠軍歌 另派Let's Begin演唱会現場版                                                                                                 | 三台冠軍歌 另派Let's Begin演唱会現場版                                                                                                 |      |
| 如果大家都擁有海                               | 天橋                   | 17                   | 1                    | 3                    | -                    | 新城音樂先鋒榜：1 | 新城音樂先鋒榜：1 |      |
| 如果大家都擁有海                               | 愛在旁若無人的太空     | 2                    | 1                    | 2                    | ×                    | | |      |
| 如果大家都擁有海                               | 剛剛好                 | 3                    | 1                    | 2                    | 1                    | DBC華語歌曲流行指數：13 | DBC華語歌曲流行指數：13 |      |
| 2017年                                         |                        |                      |                      |                      |                      | | |      |
| 春嬌救志明電影原聲大碟                         | 傳說                   | -                    | -                    | -                    | ×                    | 以MKB48名義派台 翻唱Raidas歌曲 另派「中女喪K版」 電影《春嬌救志明》插曲                                                                | 以MKB48名義派台 翻唱Raidas歌曲 另派「中女喪K版」 電影《春嬌救志明》插曲                                                                |      |
|                                                | 香港 • 我家            | ×                    | 3                    | ×                    | ×                    | 香港回歸二十週年主題曲 與李克勤、周柏豪、陳柏宇、鄭欣宜、AGA、JW、洪卓立、 許廷鏗、林欣彤合唱                                          | 香港回歸二十週年主題曲 與李克勤、周柏豪、陳柏宇、鄭欣宜、AGA、JW、洪卓立、 許廷鏗、林欣彤合唱                                          |      |
| 春嬌救志明電影原聲大碟                         | 動地驚天愛戀過         | 18                   | -                    | -                    | ×                    | 以余春嬌名義派台 翻唱鄭伊健歌曲 電影《春嬌救志明》插曲 hmv PLAY 本週新歌排行榜：1                                                      | 以余春嬌名義派台 翻唱鄭伊健歌曲 電影《春嬌救志明》插曲 hmv PLAY 本週新歌排行榜：1                                                      |      |
| 春嬌救志明電影原聲大碟                         | 當我想起你             | -                    | -                    | -                    | ×                    | 以余春嬌名義派台 Featuring 張志明 翻唱陳百強歌曲 電影《春嬌救志明》插曲 hmv PLAY 本週新歌排行榜：1                                     | 以余春嬌名義派台 Featuring 張志明 翻唱陳百強歌曲 電影《春嬌救志明》插曲 hmv PLAY 本週新歌排行榜：1                                     |      |
| 春嬌救志明電影原聲大碟                         | 余春嬌                 | 2                    | -                    | -                    | ×                    | 以余春嬌名義派台 電影《春嬌救志明》插曲                                                                                                | 以余春嬌名義派台 電影《春嬌救志明》插曲                                                                                                |      |
| One on One Collection (新曲+精選)              | Wonder Woman           | 1                    | 1                    | -                    | ×                    | 《友邦保險呈獻 楊千嬅三二一GO！演唱會》主題曲 hmv PLAY 本週新歌排行榜：6 澳門電台「華語歌曲排行榜」：1 加拿大至 HIT 中文歌曲排行榜：14 | 《友邦保險呈獻 楊千嬅三二一GO！演唱會》主題曲 hmv PLAY 本週新歌排行榜：6 澳門電台「華語歌曲排行榜」：1 加拿大至 HIT 中文歌曲排行榜：14 |      |
| 2018年                                         |                        |                      |                      |                      |                      | | |      |
| 楊千嬅三二一GO! 演唱會2017 Live                | 一二三，三二一（Live） | 2                    | -                    | -                    | 2                    | 加拿大至 HIT 中文歌曲排行榜：8 | 加拿大至 HIT 中文歌曲排行榜：8 |      |
| One on One Collection (新曲+精選)              | 搖滾之母               | 19                   | 1                    | 1                    | -                    | 改編自劉德華《馬龍白蘭度》 | 改編自劉德華《馬龍白蘭度》 |      |
| All About Love 關於愛                          | 背後女人               | 20                   | -                    | -                    | 1                    | 與周柏豪合唱 《男人背後》合唱版 加拿大至 HIT 中文歌曲排行榜：1                                                                         | 與周柏豪合唱 《男人背後》合唱版 加拿大至 HIT 中文歌曲排行榜：1                                                                         |      |
| One on One Collection (新曲+精選)              | 一二三，三二一         | -                    | -                    | -                    | ×                    | 加拿大至 HIT 中文歌曲排行榜：9 | 加拿大至 HIT 中文歌曲排行榜：9 |      |
| 2019年                                         |                        |                      |                      |                      |                      | | |      |
|                                                | 嫁給愛情               | -                    | 8                    | -                    | 2                    | 無綫電視劇《多功能老婆》主題曲 加拿大至 HIT 中文歌曲排行榜：4                                                                          | 無綫電視劇《多功能老婆》主題曲 加拿大至 HIT 中文歌曲排行榜：4                                                                          |      |
| 派台歌曲成績（五台）                           |                        |                      |                      |                      |                      | | |      |
| 唱片                                           | 歌曲                   | 903                  | RTHK                 | 997                  | TVB                  | ViuTV | 備註 | 備註 |
| 2020年                                         |                        |                      |                      |                      |                      | | |      |
|                                                | 現在就是最後的意願     | 15                   | -                    | -                    | -                    | 10 | 加拿大至 HIT 中文歌曲排行榜：17 |      |
| 2021年                                         |                        |                      |                      |                      |                      | | |      |
|                                                | 你會愛的人             | -                    | ×                    | ×                    | ×                    | × | 加拿大至 HIT 中文歌曲排行榜：11 |      |
|                                                | 愛過你的人（國）       | -                    | ×                    | ×                    | ×                    | × | 《你會愛的人》國語版 |      |
| 2022年                                         |                        |                      |                      |                      |                      | | |      |
|                                                | 上善如酒               | -                    | 1                    | 2                    | ×                    | × | |      |
|                                                | 還有事情可慶祝         | -                    | 2                    | 2                    | 1                    | × | 翌年上榜 |      |
| 2023年                                         |                        |                      |                      |                      |                      | | |      |
|                                                | 無去無來               | -                    | 9                    | 2                    | 1                    | × | |      |
|                                                | 未晚（國）             | -                    | 2                    | -                    | 8                    | × | 跨年上榜 電影《尋她》主題曲 |      |
| 2024年                                         |                        |                      |                      |                      |                      | | |      |
|                                                | 穿越（Live）（國）     | -                    | 3                    | -                    | 18                   | × | 《My Beautiful Live楊千嬅世界巡迴演唱會》主題曲 2019年已首唱 新城國語力排行榜：1                                                       |      |
| 2025年                                         |                        |                      |                      |                      |                      | | |      |
|                                                | Live MY Life           | 10                   | 4*                   | 6*                   | 8*                   | - | |      |

| 各台冠軍歌總數 | 各台冠軍歌總數 | 各台冠軍歌總數 | 各台冠軍歌總數 | 各台冠軍歌總數 | 各台冠軍歌總數    | 各台冠軍歌總數    | 各台冠軍歌總數 |
| -------------- | -------------- | -------------- | -------------- | -------------- | ----------------- | ----------------- | -------------- |
| 四台a          | 903            | RTHK           | 997            | TVB            | 備註              | 備註              | 備註           |
| 四台a          | 36             | 38             | 27             | 27             | 四台冠軍歌總數：8 | 四台冠軍歌總數：8 |                |
| 四台a          | 39             | 38             | 27             | 27             | 冠軍週數          | 冠軍週數          |                |
| 五台b          | 903            | RTHK           | 997            | TVB            | ViuTV             | 備註              |                |
| 五台b          | 0              | 1              | 0              | 2              | 0                 | 五台冠軍歌總數：0 |                |

- （*）於該台上榜中
- （-）未能於該台上榜
- （×）沒有派往該台
- （(1)）兩星期冠軍
- ^  注解a：包括2020年後的冠軍歌曲
- ^  注解b：2020年起

## 演唱會

### 香港個人演唱會
| 紅磡香港體育館                      | 紅磡香港體育館                                                     | 紅磡香港體育館 | 紅磡香港體育館 | 紅磡香港體育館                                                                               | 紅磡香港體育館 | 紅磡香港體育館 |
| ----------------------------------- | ------------------------------------------------------------------ | -------------- | -------------- | -------------------------------------------------------------------------------------------- | -------------- | -------------- |
| 日期                                | 演唱會名稱                                                         | 場數           | 主題曲         | 備註                                                                                         |                |                |
| 2000年9月21-22日                    | My concert花樣千嬅演唱會2000                                       | 2              | 放煙花         | 首個紅館個人演唱會                                                                           |                |                |
| 2002年8月16-22日                    | 楊千嬅萬紫千紅演唱會2002                                           | 7              | 金曲當年情     | 首次舉行紅館四面台演唱會                                                                     |                |                |
| 2004年2月6-10日                     | 楊千嬅演唱會開年大典VOL 3                                          | 5              | 開大           |                                                                                              |                |                |
| 2007年10月12 -16日                  | 楊千嬅 All About Love 2007 演唱會                                  | 5              | 不認不認還需認 |                                                                                              |                |                |
| 2010年10月7-11日                    | Ladies & Gentlemen 楊千嬅世界巡迴演唱會 2010                       | 5              | 斗零踭         | 出道十五周年演唱會                                                                           |                |                |
| 2015年1月24-28、30-31日             | 楊千嬅 Let's Begin 世界巡迴演唱會2015                              | 7              | 好不容易遇見愛 | 出道二十周年演唱會                                                                           |                |                |
| 2017年12月23-31日、 2018年1月1-2日  | 楊千嬅三二一GO！演唱會                                             | 11             | Wonder Woman   | 首次在紅館開跨年演唱會 為個人最多場數演唱會                                                  |                |                |
| 2020年12月23-26、31日、2021年1月1日 | MY Gratitude 25 楊千嬅演唱會                                       | 6              | 不適用         | 出道25周年演唱會 因有COVID-19患者曾到訪紅館而取消                                            |                |                |
| 2025年11月29-30日、12月1-2日        | LMCC 及 中國建設銀行（亞洲） 呈獻：楊千嬅 Live MY LIVE 2025 演唱會 | 4              | Live MY Life   | 出道30周年演唱會                                                                             |                |                |
| 匯星 Star Hall                      |                                                                    |                |                |                                                                                              |                |                |
| 2011年11月24-28日                   | 楊千嬅Minor Classics Live                                          | 5              | 不適用         | 繼林憶蓮《憶蓮Live 07》後第二位香港歌手舉辦Side Track演唱會 首位在匯星舉行四面台演唱會的歌手 |                |                |
| 亞洲國際博覽館                      |                                                                    |                |                |                                                                                              |                |                |
| 2022年12月17-18日                   | 楊千嬅 B minor 音樂會 2022                                         | 2              | 不適用         | 第二度舉辦 Side Track 演唱會                                                                 |                |                |
| 胡李名靜體育館                      |                                                                    |                |                |                                                                                              |                |                |
| 2024年2月3日                        | 楊千嬅 MEET YOU AT THE HALFWAY MINI CONCERT                        | 1              | 不適用         | 生日音樂會                                                                                   |                |                |

### 個人世界／小型巡迴演唱會

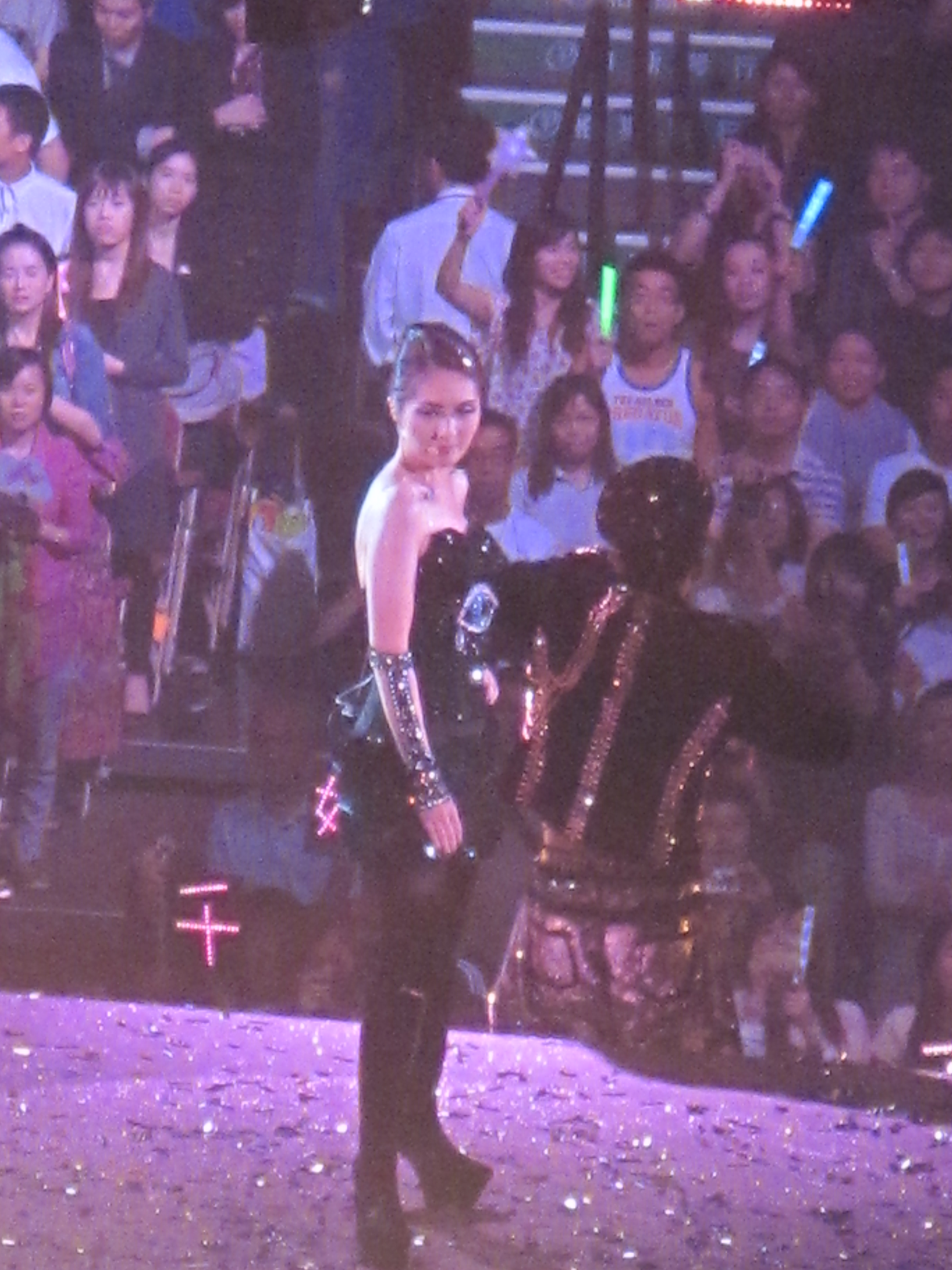
Ladies & Gentlemen 楊千嬅世界巡迴演唱會

| 年份             | 城市           | 場馆                                    | 註 | 場數 |
| ---------------- | -------------- | --------------------------------------- | -- | ---- |
| 2004年2月6-10日  | 香港           | 紅磡香港體育館                          |    | 5    |
| 2004年6月26-27日 | 美国康州       | Mohegan Sun Arena                       |    | 2    |
| 2004年6月29日    | 加拿大多倫多   | Casino Rama Resort Entertainment Centre |    | 1    |
| 2004年7月4日     | 加拿大溫哥華   | Queen Elizabeth Theatre                 |    | 1    |
| 2005年1月29日    | 中国廣州       | 天河體育館                              |    | 1    |
| 2005年3月19日    | 中国台山       | 台城體育場                              |    | 1    |
| 2005年4月9日     | 马来西亚吉隆坡 | 雲頂世界雲星劇場                        |    | 1    |
| 2005年4月26日    | 中国番禺       | 英東體育場                              |    | 1    |

| 年份          | 城市     | 場馆         | 註 | 場數 |
| ------------- | -------- | ------------ | -- | ---- |
| 2006年5月27日 | 中国佛山 | 南海體育館   |    | 1    |
| 2006年6月24日 | 中国廣州 | 天河體育館   |    | 1    |
| 2006年7月15日 | 中国中山 | 中山市體育館 |    | 1    |
| 2006年7月22日 | 中国昆明 | 昆明市體育館 |    | 1    |
| 2006年7月29日 | 中国順德 | 順德區體育館 |    | 1    |

| 年份               | 城市           | 場馆                                    | 註 | 場數 |
| ------------------ | -------------- | --------------------------------------- | -- | ---- |
| 2007年10月12 -16日 | 香港           | 紅磡香港體育館                          |    | 5    |
| 2008年5月19日      | 加拿大多倫多   | Casino Rama Resort Entertainment Centre |    | 1    |
| 2008年5月25日      | 美国拉斯維加斯 | Mandalay Bay Events Center              |    | 1    |
| 2009年3月21日      | 马来西亚吉隆坡 | 雲頂世界雲星劇場                        |    | 1    |

| 年份             | 城市           | 場馆             | 註 | 場數 |
| ---------------- | -------------- | ---------------- | -- | ---- |
| 2010年10月7-11日 | 香港           | 紅磡香港體育館   |    | 5    |
| 2011年4月30日    | 澳門           | 金光綜藝館       |    | 1    |
| 2011年7月30日    | 中国廣州       | 廣州體育館一號館 |    | 1    |
| 2011年9月3日     | 马来西亚吉隆坡 | 雲頂世界雲星劇場 |    | 1    |
| 2011年9月24日    | 中国佛山       | 嶺南明珠體育館   |    | 1    |

| 年份                    | 城市           | 場馆             | 註                                      | 場數 |
| ----------------------- | -------------- | ---------------- | --------------------------------------- | ---- |
| 2015年1月24-28、30-31日 | 香港           | 紅磡香港體育館   |                                         | 7    |
| 2015年8月29日           | 中国廣州       | 廣州體育館一號館 | 原定日期为2015年6月13日，因身體不適延期 | 1    |
| 2015年9月19日           | 澳門           | 金光綜藝館       |                                         | 1    |
| 2015年10月31日          | 新加坡         | 聖淘沙名勝世界   |                                         | 1    |
| 2015年11月7日           | 中国佛山       | 嶺南明珠體育館   |                                         | 1    |
| 2015年11月21日          | 马来西亚吉隆坡 | 雲頂世界雲星劇場 |                                         | 1    |

| 年份             | 城市           | 場馆                                  | 註                       | 場數 |
| ---------------- | -------------- | ------------------------------------- | ------------------------ | ---- |
| 2019年3月30日    | 中国廣州       | 海心沙亞運公園                        |                          | 1    |
| 2019年4月13日    | 中国珠海       | 珠海市體育中心                        |                          | 1    |
| 2019年5月11日    | 中国𦘦慶       | 肇慶新區體育中心                      |                          | 1    |
| 2019年5月18日    | 中国湛江       | 湛江奧林匹克體育中心體育場            |                          | 1    |
| 2019年5月24—25日 | 中国深圳       | 深圳灣體育中心「春繭」體育館          |                          | 2    |
| 2019年6月14—15日 | 中国佛山       | 佛山國際體育文化演藝中心              |                          | 2    |
| 2019年6月22—23日 | 澳門           | 金光綜藝館                            |                          | 2    |
| 2019年6月29日    | 中国北京       | 凱迪拉克中心                          |                          | 1    |
| 2019年8月10日    | 中国杭州       | 黃龍體育館                            |                          | 1    |
| 2019年8月17日    | 中国南京       | 南京青奥體育公園體育館                |                          | 1    |
| 2019年8月24日    | 中国惠州       | 惠州奧林匹克體育場                    |                          | 1    |
| 2019年8月31日    | 中国大連       | 大連體育中心體育館                    |                          | 1    |
| 2019年9月7日     | 中国上海       | 上海虹口足球場                        |                          | 1    |
| 2019年9月14日    | 中国汕頭       | 汕頭歡樂世界·藍水星主題公園室外停車場 |                          | 1    |
| 2019年10月3日    | 墨爾本         | 墨爾本會議中心                        |                          | 1    |
| 2019年10月6日    | 尼             | The Star Event Centre                 |                          | 1    |
| 2019年10月9日    | 新西兰奧克蘭   | The Trusts Arena                      |                          | 1    |
| 2019年11月2日    | 中国南寧       | 廣西體育中心主體育場                  |                          | 1    |
| 2019年11月9日    | 中国武漢       | 武漢光谷國際網球中心                  |                          | 1    |
| 2019年11月16日   | 中国成都       | 五粮液成都金融城演藝中心              |                          | 1    |
| 2019年11月22日   | 加拿大多倫多   | Coca-Cola Coliseum                    |                          | 1    |
| 2019年11月27日   | 美国大西洋城   | Hard Rock Live at Etess Arena         |                          | 1    |
| 2019年11月30日   | 美国拉斯維加斯 | MGM Grand Garden Arena                |                          | 1    |
| 2019年12月2日    | 加拿大溫哥華   | 奧芬劇院                              |                          | 1    |
| 2019年12月21日   | 中国蘇州       | 蘇州奧林匹克體育中心體育館            |                          | 1    |
| 2019年12月29日   | 中国天津       | 天津體育館                            |                          | 1    |
| 2020年1月4日     | 中国佛山高明   | 佛山高明體育中心體育場                |                          | 1    |
| 2020年1月11日    | 中国海口       | 五源河體育中心體育場                  |                          | 1    |
| 2020年1月18日    | 中国茂名       | 茂名市體育中心體育場                  |                          | 1    |
| 2020年2月8日     | 新加坡         | 新加坡室內體育館                      | 受COVID-19疫情影響而取消 | 1    |
| 2020年3月14日    | 中国柳州       | 柳州體育中心體育場                    | 受COVID-19疫情影響而取消 | 1    |
| 2020年3月21日    | 马来西亚吉隆坡 | 亞通體育館                            | 受COVID-19疫情影響而取消 | 1    |
| 2020年3月28日    | 中国梧州       | 梧州市體育中心體育場                  | 受COVID-19疫情影響而取消 | 1    |
| 2020年4月11日    | 中国廈門       | 廈門體育中心體育場                    | 受COVID-19疫情影響而取消 | 1    |
| 2020年4月18日    | 中国韶關       | 韶關市西河體育中心                    | 受COVID-19疫情影響而取消 | 1    |

| 年份                        | 城市           | 場馆                                 | 註                                   | 場數 |
| --------------------------- | -------------- | ------------------------------------ | ------------------------------------ | ---- |
| 2023年5月27—28日            | 中国廣州       | 海心沙亞運公園                       |                                      | 2    |
| 2023年6月17日               | 中国廈門       | 廈門體育中心體育場                   |                                      | 1    |
| 2023年7月22日               | 中国深圳       | 深圳灣體育中心「春繭」體育場         |                                      | 1    |
| 2023年8月5日                | 中国肇慶       | 肇慶新區體育中心足球場               |                                      | 1    |
| 2023年8月19日               | 中国佛山       | 佛山世紀蓮體育中心體育場             |                                      | 1    |
| 2023年8月26日               | 中国湛江       | 湛江市體育中心體育場                 | 原定場地為湛江奧林匹克體育中心體育場 | 1    |
| 2023年9月9日                | 中国上海       | 虹口足球場                           |                                      | 1    |
| 2023年10月7日               | 马来西亚吉隆坡 | 雲頂世界雲星劇場                     |                                      | 1    |
| 2023年10月14日              | 中国重慶       | 重慶市奧林匹克體育中心體育場         |                                      | 1    |
| 2023年10月28日              | 中国武漢       | 武漢五環體育中心體育場               |                                      | 1    |
| 2023年11月4日               | 中国汕頭       | 汕頭體育中心體育場                   |                                      | 1    |
| 2023年11月11日              | 中国江門       | 江門體育中心體育場                   |                                      | 1    |
| 2023年11月20日              | 加拿大多倫多   | Meridian Hall                        |                                      | 1    |
| 2023年11月23日              | 美国康州       | Mohegan Sun Arena                    |                                      | 1    |
| 2023年11月25日              | 美国拉斯維加斯 | The Chelsea at The Cosmopolitan      |                                      | 1    |
| 2023年12月2日               | 美国馬里蘭州   | The HALL at Live!                    |                                      | 1    |
| 2023年12月22-23日           | 新加坡         | 金沙會議展覽中心大宴會廳             |                                      | 2    |
| 2023年1月6日                | 中国南寧       | 廣西體育中心體育場                   |                                      | 1    |
| 2023年1月20日               | 中国清遠       | 清遠體育中心體育場                   |                                      | 1    |
| 2024年2月14—15日            | 澳門           | 銀河綜藝館                           |                                      | 2    |
| 2024年3月30日               | 新西兰奧克蘭   | The Trusts Arena                     |                                      | 1    |
| 2024年4月1日                | 墨爾本         | Palladium at Crown                   |                                      | 1    |
| 2024年4月3日                | 尼             | Darling Harbour Theatre              | 原定場地為Aware Super Theatre        | 1    |
| 2024年4月20日               | 中国成都       | 東安湖體育公園主體育場               |                                      | 1    |
| 2024年5月18日               | 中国長沙       | 賀龍體育中心體育場                   |                                      | 1    |
| 2024年5月25日               | 中国泉州       | 海峽體育中心體育場                   |                                      | 1    |
| 2024年6月1日                | 中国惠州       | 惠州奧林匹克體育場                   |                                      | 1    |
| 2024年6月14—15日            | 中国天津       | 天津奧林匹克中心體育館               |                                      | 2    |
| 2024年6月21—23日            | 中国上海       | 浦發銀行東方體育中心                 | 返場                                 | 3    |
| 2024年8月10日               | 中国宜昌       | 宜昌奧林匹克體育中心體育場           |                                      | 1    |
| 2024年8月24日               | 中国杭州       | 黃龍體育中心體育場                   |                                      | 1    |
| 2024年9月7日                | 中国北京       | 工人體育場                           |                                      | 1    |
| 2024年9月21日               | 中国福州       | 福州海峽奧林匹克體育中心體育場       |                                      | 1    |
| 2024年10月5—7日             | 中国重慶       | 華熙LIVE·魚洞                        | 返場                                 | 3    |
| 2024年10月19日              | 中国南京       | 南京奧林匹克體育中心體育場           |                                      | 1    |
| 2024年11月9日               | 中国昆明       | 七彩雲南·古滇度假區歡樂世界1號停車場 |                                      | 1    |
| 2024年11月23日              | 中国寧波       | 寧波奧體中心體育館                   |                                      | 1    |
| 2024年12月14日              | 中国西安       | 西安奧體中心體育館                   |                                      | 1    |
| 2025年1月10-12、14、17-19日 | 中国廣州       | 寶能廣州國際體育演藝中心             |                                      | 7    |

| 年份                         | 城市 | 場馆           | 註 | 場數 |
| ---------------------------- | ---- | -------------- | -- | ---- |
| 2025年11月29-30日、12月1-2日 | 香港 | 紅磡香港體育館 |    | 4    |

### 其他演唱會
| 日期                                           | 國家／地區                    | 城市                          | 場館                          |                               |
| 加洲紅紅人館903狂熱份子演唱會                  | 加洲紅紅人館903狂熱份子演唱會 | 加洲紅紅人館903狂熱份子演唱會 | 加洲紅紅人館903狂熱份子演唱會 | 加洲紅紅人館903狂熱份子演唱會 |
| ---------------------------------------------- | ----------------------------- | ----------------------------- | ----------------------------- | ----------------------------- |
| 1999年12月3日                                  | 香港                          | 香港                          |                               |                               |
| 1999年12月4日                                  | 香港                          | 香港                          |                               |                               |
| 903狂熱分子六神合體音樂會                      |                               |                               |                               |                               |
| 1999年12月19日                                 | 香港                          | 香港                          |                               |                               |
| Music is Live Miriam 楊千嬅拉闊音樂會          |                               |                               |                               |                               |
| 2001年                                         | 香港                          | 香港                          | 香港會議展覽中心              |                               |
| 捷榮·新城·悠然空間楊千嬅音樂會                 |                               |                               |                               |                               |
| 2002年9月30日                                  | 香港                          | 香港                          |                               |                               |
| 樂人谷Vani友約會Vani友約楊千嬅音樂會           |                               |                               |                               |                               |
| 2002年12月2日                                  | 香港                          | 香港                          | 大學會堂                      |                               |
| Music is Live黃耀明 × 楊千嬅拉闊音樂會         |                               |                               |                               |                               |
| 2003年9月28日                                  | 香港                          | 香港                          | 香港會議展覽中心              |                               |
| 「新潮行動」音樂會                             |                               |                               |                               |                               |
| 2004年4月16日                                  | 中国                          | 汕頭                          | 汕頭大學                      |                               |
| 夢幻西遊楊千嬅廣州演唱會                       |                               |                               |                               |                               |
| 2005年1月29日                                  | 中国                          | 廣州                          | 天河體育館                    |                               |
| 楊千嬅 × 林一峰拉闊音樂會                      |                               |                               |                               |                               |
| 2005年8月3日                                   | 香港                          | 香港                          | 香港會議展覽中心              |                               |
| 萬紫千嬅十年一晚夜                             |                               |                               |                               |                               |
| 2005年8月3日                                   | 香港                          | 香港                          | 九龍灣國際展貿中心            |                               |
| 新城台慶全城盡興音樂會                         |                               |                               |                               |                               |
| 2005年9月16日                                  | 香港                          | 香港                          | 香港會議展覽中心              |                               |
| 古（古巨基）舞飛楊（楊千嬅）演唱會             |                               |                               |                               |                               |
| 2006年2月25日                                  | 马来西亚                      | 吉隆坡                        | 布特拉室內體育館              |                               |
| 拉闊黃金十年                                   |                               |                               |                               |                               |
| 2006年8月4日                                   | 香港                          | 香港                          | 香港會議展覽中心              |                               |
| Moov Live Moov Closer 音樂會                   |                               |                               |                               |                               |
| 2007年8月1日                                   | 香港                          | 香港                          | 藝穗會                        |                               |
| 又一個叱咤十年回歸音樂會                       |                               |                               |                               |                               |
| 2007年12月1日                                  | 香港                          | 香港                          | 亞洲國際博覽館                |                               |
| 拉闊音樂會 楊千嬅 × 郭偉亮 × 農夫              |                               |                               |                               |                               |
| 2008年9月30日                                  | 香港                          | 香港                          | 亞洲國際博覽館                |                               |
| Moov Live!2008                                 |                               |                               |                               |                               |
| 2008年                                         | 香港                          | 香港                          | 藝穗會                        |                               |
| 新城邁向20聲光綻放音樂會                       |                               |                               |                               |                               |
| 2010年8月22日                                  | 香港                          | 香港                          | 香港會議展覽中心              |                               |
| 903 id club拉闊音樂會 陳奕迅 × 梁漢文 × 楊千嬅 |                               |                               |                               |                               |
| 2011年7月7日                                   | 香港                          | 香港                          | 香港會議展覽中心              |                               |
| 拉闊思念會 永恆的愛陳百強                      |                               |                               |                               |                               |
| 2013年8月31日                                  | 香港                          | 香港                          | 亞洲國際博覽館                |                               |
| 拉闊音樂會 楊千嬅 × 羅力威 × 許廷鏗 × 藍奕邦   |                               |                               |                               |                               |
| 2014年5月6日                                   | 香港                          | 香港                          | 香港會議展覽中心              |                               |
| 新城超越界限至清至純音樂會                     |                               |                               |                               |                               |
| 2014年9月8日                                   | 香港                          | 香港                          | 香港會議展覽中心              |                               |
| 楊千嬅「一呼萬in」突然想起余春嬌唱遊會         |                               |                               |                               |                               |
| 2017年4月28日                                  | 中国                          | 廣州                          | 中央車站展演中心Rock House    |                               |
| 拉闊音樂會 903夢想系一千零一個楊千嬅的故事     |                               |                               |                               |                               |
| 2017年11月7日                                  | 香港                          | 香港                          | 香港會議展覽中心              |                               |
| AIA主辦：楊千嬅 X 杜德偉音樂會                 |                               |                               |                               |                               |
| 2018年10月3日                                  | 香港                          | 香港                          | 亞洲國際博覽館                |                               |
| MOOV LIVE Miriam x Supper Moment 音樂會        |                               |                               |                               |                               |
| 2019年12月13日                                 | 香港                          | 香港                          | 香港會議展覽中心              |                               |
| 楊千嬅 RECOLLECTION 澳門演唱會                 |                               |                               |                               |                               |
| 2024年8月17—18日                               | 澳門                          | 澳門                          | 倫敦人綜藝館                  |                               |

### 演唱會嘉賓演出（節錄）
| 主題                                               | 日期             | 城市       | 場馆                         |
| -------------------------------------------------- | ---------------- | ---------- | ---------------------------- |
| 陳慧琳花花宇宙演唱會                               | 2000年7月14日    | 香港       | 紅磡香港體育館               |
| 華星聖誕慈善演唱會                                 | 2000年12月22日   | 香港       |                              |
| 梅艷芳極夢幻演唱會                                 | 2002年4月2日     | 香港       | 紅磡香港體育館               |
| 陳慧琳飛天舞會世界巡迴演唱會                       | 2002年7月17日    | 香港       | 紅磡香港體育館               |
| 汪明荃明荃明曲明星 2003 演唱會                     | 2003年5月29日    | 香港       | 紅磡香港體育館               |
| 梅艷芳經典金曲演唱會                               | 2003年11月14日   | 香港       | 紅磡香港體育館               |
| Twins零四好玩演唱會                                | 2004年1月2日     | 香港       | 紅磡香港體育館               |
| 梁漢文903 id club 04 拉闊音樂會                    | 2004年4月30日    | 香港       | 香港會議展覽中心             |
| 任賢齊齊齊玩+齊長大+一齊唱2004世界巡迴演唱會       | 2004年4月30日    | 香港       | 紅磡香港體育館               |
| 許冠傑繼續微笑演唱會                               | 2004年6月9日     | 香港       | 紅磡香港體育館               |
| 鄭秀文Sammi VS Sammi 演唱會 2004                   | 2004年7月24日    | 香港       | 紅磡香港體育館               |
| 古巨基勁歌·金曲世界巡迴演唱會 - 香港站             | 2005年3月13日    | 香港       | 紅磡香港體育館               |
| 假音人之陳浩峰爵士搖滾K唱會                        | 2005年9月14日    | 香港       | 壽臣劇院                     |
| 孫燕姿世界巡迴演唱會                               | 2006年1月21日    | 香港       | 紅磡香港體育館               |
| 新城唱好任賢齊黃品源極品齊鳴音樂會                 | 2006年3月24日    | 香港       | 香港會議展覽中心             |
| 側田 One Good Show! 演唱會                         | 2006年3月26日    | 香港       | 紅磡香港體育館               |
| 雷頌德公益演唱會                                   | 2006年3月26日    | 香港       | 紅磡香港體育館               |
| 側田 Two Good Show! 演唱會                         | 2006年4月18-19日 | 香港       | 紅磡香港體育館               |
| 音樂潮拜-女兒紅音樂會                              | 2006年5月13日    | 香港       | 九龍灣國際展貿中心           |
| 軟硬天師 Long Time No See 演唱會                   | 2006年8月2日     | 香港       | 紅磡香港體育館               |
| 鄭嘉穎鄭重聲明音樂會                               | 2006年8月21日    | 香港       | 九龍灣國際展貿中心           |
| at17 Sing Sing Sing 演唱會                         | 2006年9月30日    | 香港       | 亞洲國際博覽館               |
| 任賢齊 2006~2008世界巡迴演唱會                     | 2006年10月6日    | 中国       | 五里河體育場                 |
| 梁漢文 我愛廚房演唱會                              | 2006年10月8-9日  | 香港       | 紅磡香港體育館               |
| 側田 One Good Show! 澳門演唱會                     | 2006年10月21日   | 澳門       | 澳門綜藝館                   |
| 梁靜茹愛的大遊行演唱會                             | 2007年5月7日     | 香港       | 紅磡香港體育館               |
| 鄭秀文Show Mi 演唱會 2007                          | 2007年5月23日    | 香港       | 紅磡香港體育館               |
| 音樂有得Talk – 903 Music Talkie音樂會 (Part 2)     | 2007年6月28日    | 香港       | 香港會議展覽中心             |
| 汪明荃天水荃情喜洋洋音樂會                         | 2007年12月29日   | 香港       | 天水圍運動場                 |
| 一峰不能藏二汶演唱會                               | 2010年9月18日    | 香港       | 伊利沙伯體育館               |
| 吳雨霏Kary On Live 2011 演唱會                     | 2011年1月30日    | 香港       | 紅磡香港體育館               |
| 梁漢文2012 Big Man演唱會                           | 2012年1月28日    | 香港       | 紅磡香港體育館               |
| 黃偉文Concert YY 黃偉文作品展                      | 2012年2月14日    | 香港       | 紅磡香港體育館               |
| 側田命硬世界巡迴演唱會2013香港站                   | 2013年5月25日    | 香港       | 紅磡香港體育館               |
| 雷頌德THANK YOU演唱會                              | 2013年6月21-23日 | 香港       | 紅磡香港體育館               |
| 鄭融 Live Like 18 Concert                          | 2013年12月7日    | 香港       | 九龍灣國際展貿中心 Star Hall |
| 草蜢 Be Three 演唱會                               | 2014年6月10日    | 香港       | 紅磡香港體育館               |
| 周柏豪 Colors of Life Concert 2014                 | 2014年9月26日    | 香港       | 紅磡香港體育館               |
| 「人間總有情 樂唱好聲音」 慈善演唱會               | 2014年10月11日   | 澳門       | 金光綜藝館                   |
| 許志安 Come On 演唱會 2015                         | 2015年4月30日    | 香港       | 紅磡香港體育館               |
| 周筆暢「BOOM!/BOOM!+」巡迴演唱會                   | 2015年8月23日    | 香港       | 紅磡香港體育館               |
| 吳業坤演唱會 2016                                  | 2016年8月10日    | 香港       | 紅磡香港體育館               |
| 草蜢 903夢想系拉闊音樂會                           | 2016年11月2日    | 香港       | 香港會議展覽中心 Hall 5BC    |
| 鄭中基Play It Again世界巡迴演唱會香港站            | 2017年1月29日    | 香港       | 紅磡香港體育館               |
| 林奕匡Like Live 2017                               | 2017年2月9日     | 香港       | 旺角麥花臣場館               |
| 五月天人生無限公司巡迴演唱會                       | 2017年月4月29日  | 中国       | 大連體育中心體育場           |
| 五月天人生無限公司巡迴演唱會                       | 2017年5月13日    | 香港       | 紅磡香港體育館               |
| C AllStar生於C AllStar 演唱會2017                  | 2017年10月20日   | 香港       | 紅磡香港體育館               |
| 陳曉東 Planet XT 世界巡迴演唱會2018 澳門站         | 2018年2月10日    | 澳門       | 金光綜藝館                   |
| Shine Moments Live 2018                            | 2018年3月2日     | 香港       | 紅磡香港體育館               |
| Hinsideout 張敬軒演唱會2018                        | 2018年6月18日    | 香港       | 紅磡香港體育館               |
| 周柏豪One Step Closer Pakho Live 巡迴演唱會        | 2019年1月6日     | 中国廣州   | 寶能廣州國際體育演藝中心     |
| 容祖兒Pretty Crazy世界巡迴演唱會                   | 2019年8月7日     | 香港       | 紅磡香港體育館               |
| 東華三院LOVE actually LIVE actually 抗疫慈善音樂會 | 2020年5月20日    | 香港       | -                            |
| 無限超越群星演唱會                                 | 2023年3月25日    | 澳門       | 金光綜藝館                   |
| 狂熱派對音樂會                                     | 2023年7月15日    | 中国南寧   | 廣西體育中心體育場           |
| SoulPop音樂節                                      | 2023年8月27日    | 中国佛山   | 佛山世紀蓮體育中心體育場     |
| 北京宇宙島音樂節                                   | 2023年9月30日    | 中国北京   | 北京世園公園飛行營地         |
| 鎮江泡泡島音樂與藝術節                             | 2023年10月1日    | 中国鎮江   | 鎮江市鎮江新區心湖公園廣場   |
| 江西南昌星馳音樂節                                 | 2023年10月2日    | 中国南昌   | 東湖區地鐵七里站             |
| 2023深圳海山日月音樂節                             | 2023年11月12日   | 中国深圳   | 深圳國際會展中心             |
| 昆明五百里音樂節                                   | 2024年4月14日    | 中国昆明   | 七彩雲南古滇度假區           |
| 周柏豪奔赴世界巡迴演唱會                           | 2024年5月11日    | 中国佛山   | 佛山國際體育文化演藝中心     |
| 新城唱好海洋公園音樂會 周禮茂作品展                | 2024年6月8日     | 香港       | 香港海洋公園 • 怡慶坊        |
| QQ音樂巔峰音樂節 • 綿陽                            | 2024年6月16日    | 中国綿陽   | 小梘城市生態濕地公園         |
| 長蕩湖 • 超級芒禾音樂節                            | 2024年9月1日     | 中国常州   | 長蕩湖1915音樂島             |
| 陽朔發呆音樂節                                     | 2024年9月16日    | 中国桂林   | 新城音樂大草坪               |
| 成都SUPER乾杯音樂節                                | 2024年10月20日   | 中国成都   | 天府芙蓉園                   |
| 追夢逐浪星光閃耀演唱會                             | 2024年10月26日   | 中国武漢   | 武漢五環體育中心體育場       |
| 桂林陽朔發呆音樂節                                 | 2024年11月3日    | 中国桂林   | 新城音樂大草坪               |
| 阿姐。汪明荃演唱會2024                             | 2024年11月24日   | 香港       | 紅磡香港體育館               |
| 汪蘇瀧2025演唱會「十萬伏特2.0」                    | 2025年2月22日    | 中国北京   | 國家體育場 - 鳥巢            |
| 大麓青年音樂節 · 溫州站                            | 2025年4月4日     | 中国温州   | 温州南站停車場               |
| 汽水音樂潮派對                                     | 2025年4月26日    | 中国上海   | 森蘭無界公園                 |
| 2025東莞超級草莓音樂節                             | 2025年5月3日     | 中国東莞   | 虎門公園                     |
| 《天吶！我怎麼會變成這樣》 周筆暢2025 巡迴演唱會   | 2025年6月21日    | 中国廣州   | 寶能廣州國際體育演藝中心     |
| 衛蘭 OUT OF FRAME 世界巡迴演唱會                   | 2025年7月19日    | 中国上海   | 浦發銀行東方體育中心主體育館 |
| 2025吉克雋逸「太陽的女兒」巡迴演唱會               | 2025年7月26日    | 中国深圳   | 深圳市體育中心體育館         |
| 2025哈爾濱草莓音樂節                               | 2025年8月17日    | 中国哈爾濱 | 哈爾濱冰雪大世界園區         |

## 影視作品

### 電影
| 年份   | 第一女主角                                                   | 領銜主演                  | 客串                                         |
| 1998年 |                                                              | 《烈火青春》 《全職大盜》 |                                              |
| 2001年 | 《玉女添丁》                                                 | 《百分百感覺2》           |                                              |
| 2002年 | 《新紮師妹》 《乾柴烈火》                                    | 《慳錢家族》              |                                              |
| 2003年 | 《行運超人》 《新紮師妹2美麗任務》 《地下鐵》 《安娜與武林》 |                           | 《龍咁威2003》                               |
| 2004年 | 《花好月圓》 《煎釀叄寶》 《三更2：餃子》                    |                           | 《甜絲絲》 《冒牌天皇》                      |
| 2005年 | 《千杯不醉》                                                 |                           |                                              |
| 2006年 | 《天生一對》                                                 |                           | 《四大天王》                                 |
| 2007年 | 《每當變幻時》                                               |                           |                                              |
| 2010年 | 《志明與春嬌》 《抱抱俏佳人》                                | 《財神到》                |                                              |
| 2011年 |                                                              |                           | 《建黨偉業》 《戀夏戀夏戀戀下》 《白蛇傳說》 |
| 2012年 | 《春嬌與志明》                                               |                           | 《低俗喜劇》                                 |
| 2014年 | 《香港仔》 《單身男女2》                                     |                           | 《六福喜事》 《分手100次》                   |
| 2015年 | 《五個小孩的校長》 《哪一天我們會飛》                        |                           |                                              |
| 2016年 |                                                              | 《寶貝當家》              |                                              |
| 2017年 | 《春嬌救志明》                                               |                           |                                              |
| 2018年 |                                                              |                           | 《棟篤特工》                                 |
| 2019年 |                                                              |                           | 《恭喜八婆》                                 |
| 2020年 | 《麥路人》                                                   |                           |                                              |
| 2021年 |                                                              | 《梅艷芳》                |                                              |
| 2024年 |                                                              |                           | 《紅毯先生》                                 |

### 電視劇
| 年份   | 播出頻道           | 劇集                | 角色   | 性質       |
| 1997年 | TVB                | 《隱形怪傑》        | 區珊珊 | 女配角     |
| 1997年 | TVB                | 《美味天王》        | 尤嘉嘉 | 女配角     |
| 1998年 | TVB                | 《外父唔怕做》      | 鍾樂怡 | 第一女主角 |
| 2001年 | TVB                | 《美味情緣》        | 周寶甜 | 第二女主角 |
| 2002年 | TVB                | 《百分百感覺》      | 許歡   | 客串       |
| 2004年 | 中央電視台         | 《快樂2004》        | 記者   | 客串       |
| 2006年 | TVB                | 《老馮日記》        | 楊千嬅 | 客串       |
| 2007年 | 江蘇電視台影視頻道 | 《武十郎》          | 武十郎 | 第一女主角 |
| 2007年 |                    | 《讓愛自由》        | 阿春   | 第二女主角 |
| 2007年 | TVB                | 《森之愛情》        | Nicole | 單元女主角 |
| 2009年 | TVB                | 《廉政行動2009》    | 楊美琪 | 客串       |
| 2009年 | TVB                | 《鐵齒銅牙紀曉嵐4》 | 芊芊   | 單元女主角 |
| 2019年 | TVB                | 《多功能老婆》      | 藍飛   | 第一女主角 |

## 榮譽及獎項

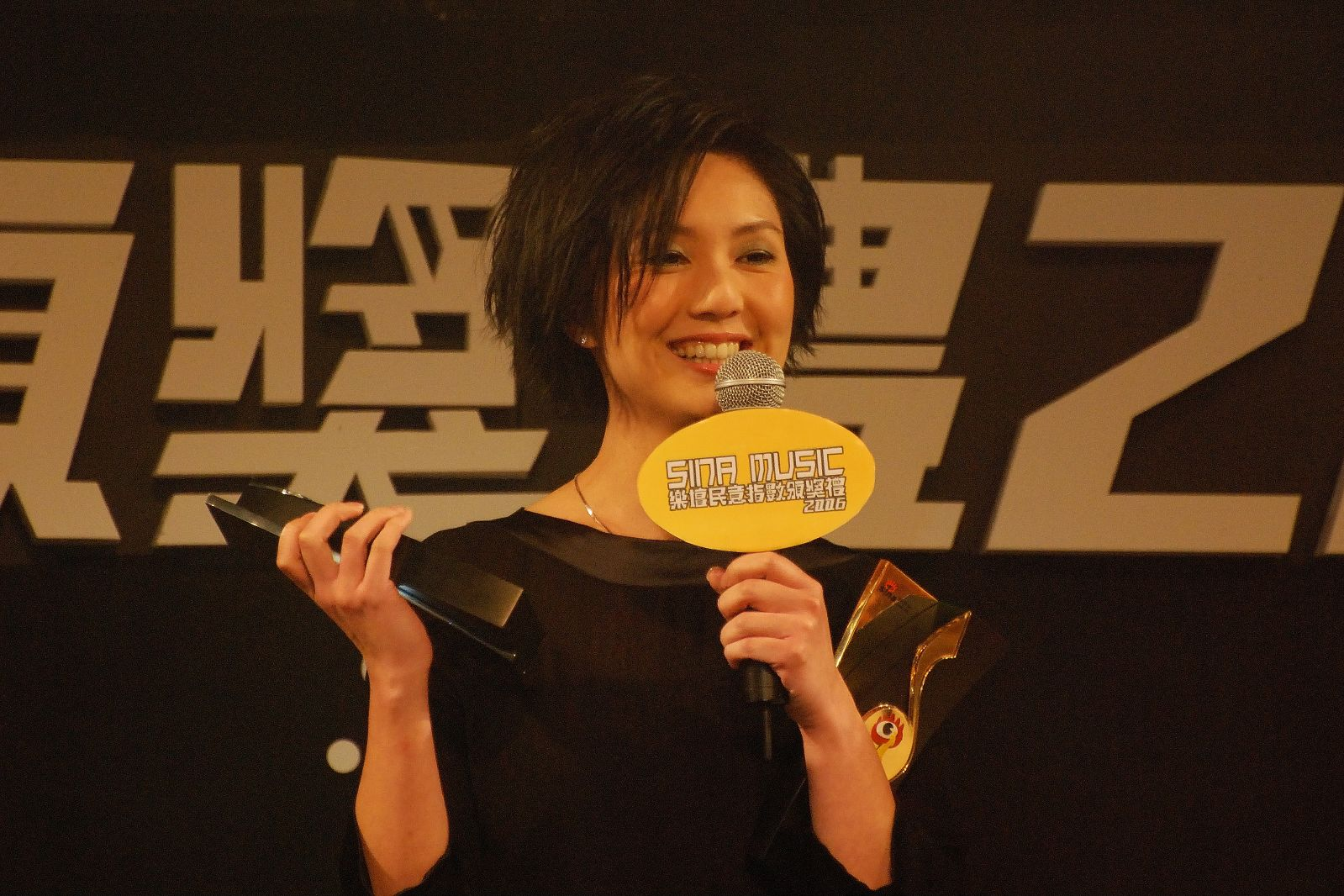
楊千嬅

### 主要音樂獎項紀錄
- 2000年楊千嬅主唱歌曲《少女的祈禱》奪得「無綫金曲金獎」、「四台聯頒歌曲」、「新城勁爆歌曲」、「叱咤十大第七位」、「港台十大中文金曲」及「四台冠軍歌曲」
- 2002年楊千嬅奪得「叱咤女歌手金獎」、「叱咤我最喜愛女歌手」、「無綫最受歡迎女歌星」、「新城勁爆女歌手」、「港台優秀流行歌手」
- 2004年楊千嬅奪得「叱咤女歌手金獎」；楊千嬅主唱歌曲《小城大事》奪得「無綫金曲金獎」、「四台聯頒歌曲」及「新城勁爆年度歌曲」；楊千嬅唱片《電光幻影》奪得「叱咤至尊唱片」及「四台聯頒大碟」
- 2004年楊千嬅主唱歌曲《小城大事》奪得「無綫金曲金獎」、「四台聯頒歌曲」、「新城勁爆年度歌曲」、「叱咤十大第二位」、「港台十大中文金曲」及「四台冠軍歌曲（商台2周冠）」
- 2004年楊千嬅唱片《電光幻影》奪得「叱咤至尊唱片」及「四台聯頒大碟」
- 2002年、2005年、2006年、2007年、2009年、2010年、2011年、2012年楊千嬅奪得「叱咤我最喜愛女歌手」，為女歌手紀錄保持者（共8次）

### 主要電影獎項紀錄
- 2012年楊千嬅奪得「香港電影金像獎最佳女主角」、「YAHOO!搜尋人氣大獎本地女演員」；楊千嬅領銜主演電影《春嬌與志明》奪得「YAHOO!搜尋人氣大獎本地電影」、「大阪亞洲電影節觀客賞」

## 相關研究文獻
- 馮應謙《後現代與楊千嬅》（收錄於《香港流行音樂文化：文化研究讀本》，麥穗出版，2004，ISBN：988-97490-2-5）[96]
- 吳子瑜《紫色的秘密：楊千嬅歌影二十年（增訂版）》，三聯，2019，ISBN：9789620444722）